# Il cavaliere oscuro
Il cavaliere oscuro (The Dark Knight) è un film del 2008 co-scritto, diretto e co-prodotto da Christopher Nolan.
Basato sul personaggio di Batman di DC Comics, è il sequel di Batman Begins (2005). È stato preceduto dal film direct-to-video Batman - Il cavaliere di Gotham, raccolta di cortometraggi animati realizzati in stile anime, che coprono l'arco temporale tra i due lavori cinematografici. Nel 2012 è uscito il seguito del film, Il cavaliere oscuro - Il ritorno, che conclude la trilogia di Nolan.
In questo film Bruce Wayne, alias Batman (Christian Bale), affiancato dal procuratore distrettuale Harvey Dent (Aaron Eckhart) e dal commissario James Gordon (Gary Oldman), si trova ad affrontare un folle criminale che si fa chiamare Joker (Heath Ledger). Nel cast figurano anche Maggie Gyllenhaal, Michael Caine e Morgan Freeman. Il film è stato girato a Chicago e a Hong Kong. È stato il primo lungometraggio cinematografico in cui è stata impiegata la tecnologia IMAX per girare alcune sequenze.
La sua uscita è stata preceduta da un'enorme campagna di marketing virale online. Inoltre, ha destato particolare attenzione nei mass media la morte di Ledger, avvenuta il 22 gennaio 2008, poco dopo il termine delle riprese. Il cavaliere oscuro è stato distribuito nelle sale statunitensi a partire dal 18 luglio 2008 e ha incassato più di un miliardo di dollari in tutto il mondo, rimanendo per tre anni il primo tra i film di supereroi di maggiore successo. Considerato un "modello" per molti film di supereroi moderni e uno dei migliori film degli anni 2000, il film fu acclamato per il suo tono cupo e realistico, i suoi temi maturi, lo stile visivo e le interpretazioni del cast, in particolare quella di Ledger. La pellicola ha ricevuto numerose candidature e riconoscimenti, tra cui due premi Oscar, a Richard King per il miglior montaggio sonoro e a Heath Ledger come miglior attore non protagonista (postumo).
Il film è stato inserito tra i 100 migliori lungometraggi del XXI secolo da The Guardian e dalla BBC.
Nel 2020 il film è stato selezionato per la conservazione nel National Film Registry degli Stati Uniti dalla Biblioteca del Congresso come "culturalmente, storicamente o esteticamente significativo".

## Trama
È passato qualche anno da quando Batman ha fatto la sua comparsa e Gotham City è diventata un posto migliore, con la malavita terrorizzata, ma anche con alcuni vigilanti improvvisati che cercano in tutti i modi di imitare l'Uomo Pipistrello, il quale disapprova un simile operato e fa capire di non poter condividere la sua missione con nessuno. Sia il tenente James Gordon che il nuovo procuratore distrettuale Harvey Dent, fidanzato con l'assistente Rachel Dawes, vecchia amica di infanzia di Bruce Wayne, cercano senza successo di incastrare il boss mafioso Salvatore Maroni. Wayne appoggia Dent sia come uomo pubblico che come Batman, collaborando con lui e Gordon per portare di fronte alla giustizia il crimine organizzato: Bruce ritiene che, con Dent a proteggere Gotham dal crimine, potrà dismettere i panni di Batman e vivere un'esistenza felice con Rachel.
Tuttavia, entra in gioco un nuovo personaggio a complicare le cose: il Joker, uno psicopatico sfregiato e truccato come un inquietante clown. Egli, dopo aver rapinato una banca che ricicla il denaro della mafia, compare ad una riunione dei capi della malavita di Gotham proponendo la morte di Batman come unica soluzione per tornare alla normalità, offrendo i suoi servigi. Wayne entra in azione per catturare il loro contabile Chen Lau, che si trova in un raid a Hong Kong: siccome i cinesi non concederebbero l’estradizione per un connazionale, Bruce indossa la nuova tuta creata dal dirigente della Wayne Enterprises, Lucius Fox, e vola a Hong Kong per coglierlo di sorpresa. Mentre Lau viene interrogato, Dent trova un appiglio legale per incastrare centinaia di criminali. Joker quindi, con l'approvazione dei capi mafiosi, mette in atto il suo piano: chiede pubblicamente che Batman riveli la sua identità e si faccia arrestare, pena la morte di almeno una vittima per ogni giorno che passa. Dopo aver impiccato uno dei vigilanti improvvisati, Joker fa saltare in aria l'auto con all’interno il giudice del processo a Maroni e avvelena mortalmente il commissario Loeb; la vittima successiva dovrebbe essere proprio Harvey Dent, che viene però salvato da Wayne nel proprio attico durante una festa di beneficenza, dove Joker nel frattempo tiene sotto tiro Rachel. Bruce, nei panni di Batman, ingaggia una lotta con il folle clown e i suoi uomini; Joker, nella foga della colluttazione, prende Rachel e la butta da una finestra del palazzo, ma questa viene subito salvata dal giustiziere, mentre i criminali ne approfittano per fuggire e lasciare la festa.
Il successivo bersaglio di Joker è il sindaco Garcìa, preso di mira durante la parata commemorativa per il commissario Loeb ma che viene salvato da Gordon, il quale apparentemente muore frapponendosi tra il sindaco e il proiettile sparato dal Joker camuffato da poliziotto. Wayne, sotto le pressanti lamentele degli abitanti di Gotham, è pronto a rivelare pubblicamente il suo segreto ma Dent, in una conferenza stampa convocata per l'occasione (consigliatagli peraltro dallo stesso Wayne nelle vesti di Batman), lo anticipa e si costituisce. Harvey ha un valido motivo: sa che appena Joker si farà vivo, Batman lo fermerà. Come previsto, il clown entra in azione e durante un inseguimento tenta di distruggere il mezzo blindato che trasporta Dent al penitenziario; Batman interviene in tempo e, con uno scontro aperto nelle strade, attira Joker allo scoperto quanto basta per farlo catturare da Gordon, che aveva finto la sua morte per evitare di mettere la propria famiglia in pericolo.

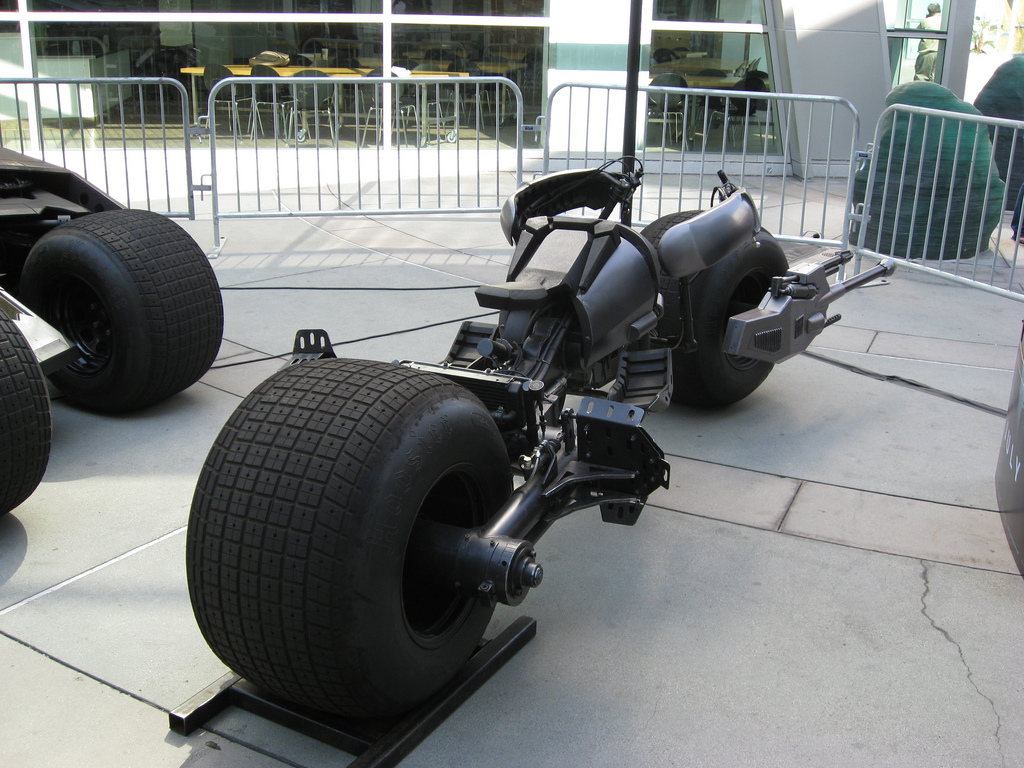
Il Batpod, motocicletta con la quale Batman prosegue la caccia al Joker

Mentre Gordon viene promosso commissario dal sindaco Garcìa, Harvey e Rachel vengono rapiti dagli scagnozzi di Maroni. Interrogato duramente da Batman, che perde il controllo e lo colpisce violentemente più volte, Joker rivela l'ubicazione dei due ostaggi, situati in due diversi magazzini colmi di carburante ed esplosivo. Batman e Gordon partono così per salvarli: il primo andrà da Rachel, e il secondo da Dent. Joker ha però scambiato gli indirizzi e, anziché arrivare da Rachel, Batman finisce di fronte a Dent e lo salva, mentre Gordon non riesce ad arrivare in tempo. Rachel muore nell’esplosione, mentre Dent si ustiona la metà sinistra del volto, essendosi sporcato con la benzina mentre tentava di liberarsi. Intanto Joker evade dal commissariato tramite uno stratagemma, portando con sé Lau per poi ucciderlo mentre brucia tutti i suoi soldi offertigli dai malavitosi.
Nel frattempo il contabile della Wayne Enterprises, Coleman Reese, ha scoperto l'identità segreta di Batman, avendo trovato alcuni fascicoli sui progetti del veicolo Tumbler nel reparto di ricerca e sviluppo di proprietà di Bruce Wayne. Dopo aver cercato di ricattare Fox senza successo, si presenta in televisione per annunciare l'identità dell'Uomo Pipistrello. Ma Joker, che non vuole rovinarsi la sorpresa, comunica in diretta il piano di far esplodere un ospedale a meno che Reese non venga ucciso entro un'ora, spingendo così molti civili ad attentare alla sua vita; solo la scorta della polizia e l'intervento alla guida dello stesso Bruce (che si frappone tra l’auto con a bordo Reese e quella che tentava di tamponarla) salvano la vita al contabile. Joker si reca poi all'ospedale camuffato da infermiera e, dopo un faccia a faccia con lo sfigurato e furioso Dent, riesce a persuaderlo a farsi giustizia da solo, liberandolo e consegnandogli una pistola.
Distrutto per la morte di Rachel e affranto per aver perso ogni cosa per colpa della corruzione che voleva sconfiggere, Dent è diventato il criminale Due Facce; ora affida al lancio della moneta la sorte delle sue vittime, credendo fermamente nell’imparziale ed equo caso. Joker fa saltare in aria l’ospedale, evacuato appena in tempo. A tarda sera, Joker minaccia di far esplodere a mezzanotte due traghetti di evacuazione, uno che trasporta civili e l'altro detenuti, a meno che un gruppo non sacrifichi l'altro. Dopo 10 minuti di panico, caos ed esitazione, e con incredulità di Joker, i passeggeri rifiutano di uccidersi a vicenda e non usano i detonatori. Con l'aiuto di un dispositivo sonar realizzato da Lucius, Batman localizza Joker in cima a un grattacielo in costruzione, mentre una squadra speciale SWAT sta per fare irruzione. Il giustiziere si introduce per primo ed atterra uno degli uomini di vedetta, ma scopre che il Joker ha mascherato gli ostaggi come i suoi uomini, mentre i criminali con abiti civili. Batman, quindi, per evitare che i poliziotti uccidano durante la retata le persone sbagliate, è costretto a combatterli. Successivamente riesce poi ad atterrare diversi criminali mentre la SWAT, capito chi sono in realtà i criminali, li arresta. Arrivato da Joker, Batman lo affronta. Dopo un feroce combattimento, il cavaliere oscuro viene immobilizzato e il suo nemico si accinge a far esplodere entrambi i traghetti; Bruce riesce poi a liberarsi e a catturare il clown. Il perfido Joker afferma però di aver finalmente dimostrato a Gotham City che chiunque può trasformarsi in un mostro quando messo nelle giuste condizioni, persino un "paladino" senza macchia come Harvey Dent; quest’ultimo, infatti, durante la giornata aveva rintracciato coloro che riteneva responsabili della morte di Rachel, ossia Maroni e i poliziotti corrotti Wuertz e Ramirez: i primi due sono stati uccisi, mentre Ramirez è stata graziata dalla moneta di Dent dopo averlo aiutato a prendere in ostaggio la famiglia di Gordon, prossimo obiettivo dell’ormai ex procuratore.
Batman lascia Joker in mano alla polizia per essere portato ad Arkham e raggiunge il magazzino dove Dent tiene in ostaggio la famiglia di Gordon, incolpando la sua negligenza per la morte di Rachel, e lancia la sua moneta per decidere il loro destino. Batman cerca inutilmente di farlo ragionare e lo travolge per salvare il figlio di Gordon, cadendo insieme a Dent dall'edificio. Harvey muore sul colpo, mentre Batman è ancora vivo ma zoppo. Credendo che Dent sia l'eroe di cui la città ha bisogno, Batman si prende la colpa della sua morte e dei suoi omicidi e convince Gordon a nascondere la verità. Alfred brucia la lettera non consegnata a Bruce da Rachel, che ha scritto di aver scelto Dent, e Fox distrugge la rete di sorveglianza invasiva che ha aiutato Batman a trovare Joker. La città piange Dent come un eroe e la polizia dà la caccia a Batman, che riesce a smentire Joker pur pagando un prezzo carissimo, mentre Gordon spiega a suo figlio che Batman è l'eroe che Gotham merita, ma non quello di cui ha bisogno adesso, mentre quest'ultimo si allontana nell'oscurità della notte.
Al termine dei titoli di coda del film compare la scritta «In memory of our friends Heath Ledger & Conway Wickliffe» (in italiano "In memoria dei nostri amici Heath Ledger e Conway Wickliffe"), a cui la pellicola è stata dedicata.

## Personaggi
Il cast de Il cavaliere oscuro riprende alcuni protagonisti del precedente Batman Begins, e il regista Christopher Nolan si è detto entusiasta dei talentuosi attori scelti, che anche «con approcci diversi lavoravano insieme per raggiungere gli stessi obiettivi».

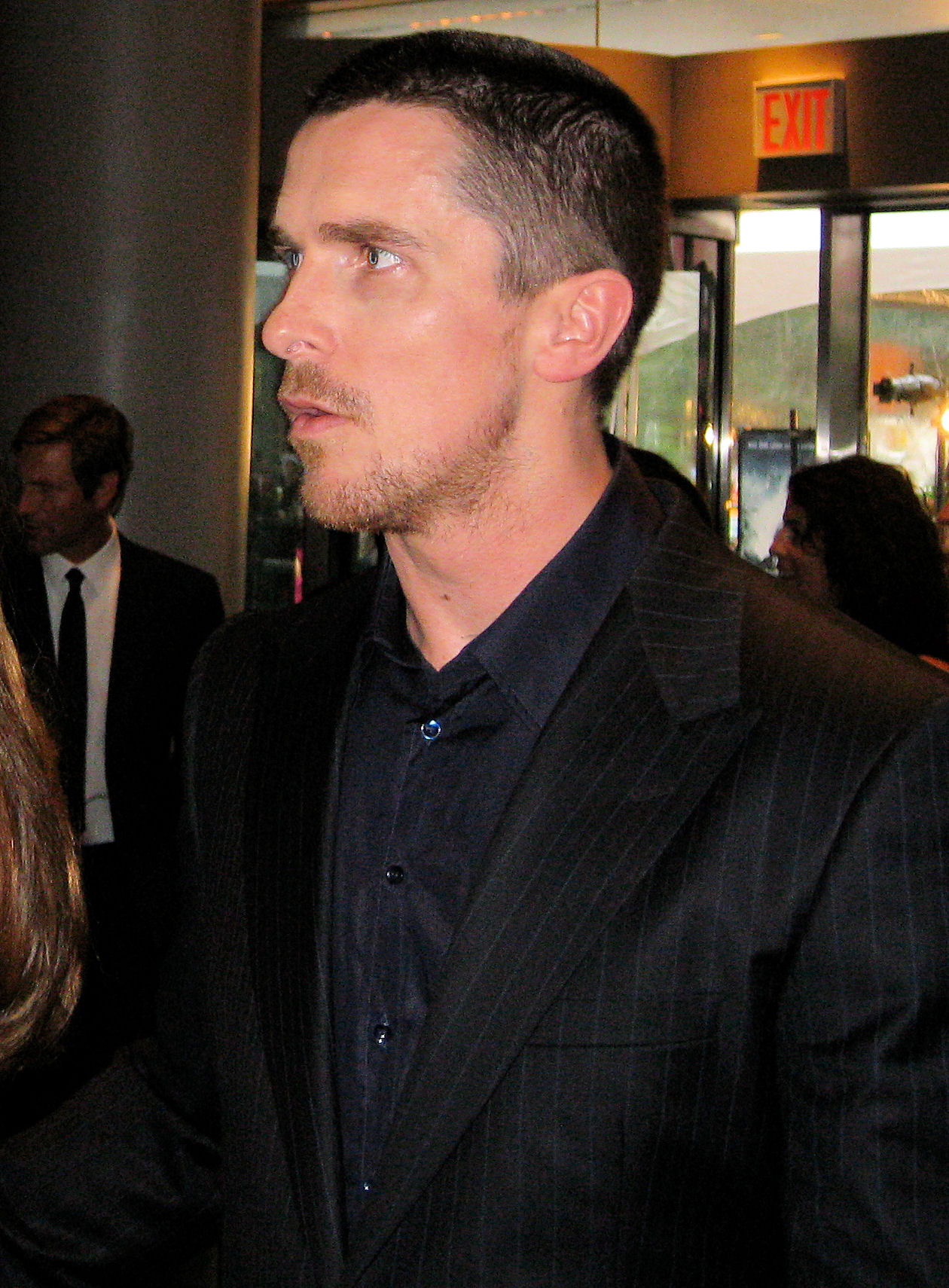
Christian Bale all'anteprima del film, New York 2008

- Bruce Wayne / Batman, interpretato da Christian Bale: il miliardario e vigilante protagonista. Rispetto alla precedente interpretazione in Batman Begins, dove l'attore ha dovuto allenarsi per raggiungere un fisico impeccabile e affrontare i vari combattimenti, in questo episodio si è dovuto calare con maggior intensità nella psiche che caratterizza la dualità del personaggio.[13] Bale apprezza l'ambiguità del personaggio,[14] e ne sottolinea il sacrificio mentale e fisico conseguenza del simbolo che ha creato, per il quale non può avere né limiti né debolezze;[13] deve inoltre affrontare il conflitto tra i desideri di Wayne e ciò che è giusto per Batman, in quanto i due non sono sempre compatibili.[13] Dal punto di vista fisico, Bale ha seguito un corso di Keysi Fighting Method,[13] arte marziale spagnola con alcuni legami al combattimento da strada e al Jeet Kune Do, che insegna ad utilizzare istintivamente ogni parte del corpo come possibile arma. L'attore si è allenato per due-tre ore ogni giorno con gli esperti di Keysi Justo Dieguez e Andy Norman, e quest'ultimo ha dichiarato di averlo sottoposto a un duro allenamento ma ha aggiunto che «è stato fantastico vedere come riuscisse a imparare tutto molto velocemente. Ha fatto molti progressi nella sua forma fisica rispetto al primo film. Ha capito molto meglio il metodo KFM e quindi ha acquisito maggiore potenza e i suoi movimenti sono risultati perfetti».[13] Christopher Nolan si è mostrato entusiasta della collaborazione con Bale, lodandone la coinvolgente presenza sul set, la sua intensità e concentrazione nel calarsi nella realtà psicologica dei personaggi che interpreta: «Questo mi aiuta molto come cineasta in quanto so che è preparato e che conosce in anticipo il modo in cui il suo personaggio si muoverà nel corso della storia. Infatti, ha molte delle qualità che appartengono a Bruce Wayne, cioè sa trasformare se stesso da uomo comune a personaggio straordinario che combatte il crimine».[13]

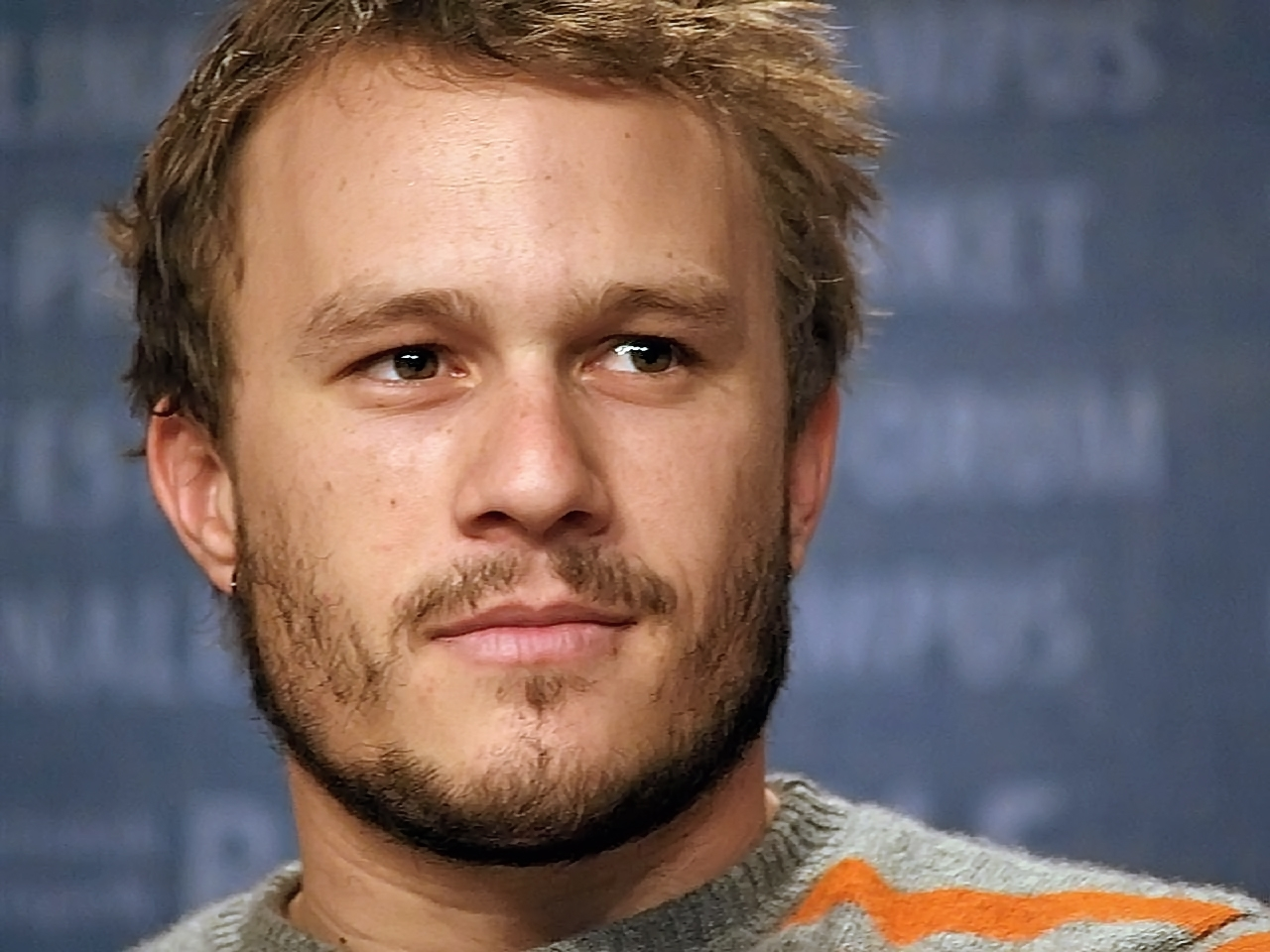
Heath Ledger nel 2006

- Joker, interpretato da Heath Ledger: folle criminale che mette sotto scacco l'intera Gotham City. Parlando di Ledger, Nolan spiegò che cercava un attore senza timore «di confrontarsi con gli attori precedenti né di lavorare in un ruolo così iconico, e che avesse un'idea forte di come approcciarsi. Heath aveva un mucchio di questi pregi».[15] Come Nolan, anche l'attore vedeva in Joker una «minaccia all'anarchia [che] si doveva divertire a creare terrore su larga scala».[13] Per il produttore Charles Roven l'obiettivo era descrivere nel film non le origini bensì l'ascesa di Joker come risposta a Batman,[13] un legame tra i due che Ledger definisce come «una relazione in cui l'uno non può vivere senza l'altro».[16] Per la produttrice Emma Thomas Ledger lo ha interpretato non in maniera leziosa, ma sardonica e asciutta.[13] L'attore trascorse sei settimane di preparazione isolato in una stanza d'albergo,[17] tenendo un diario in cui annotava il suo lavoro.[16][18] Aveva già avuto occasione di vedere Batman Begins e già conosceva il mondo in cui Joker avrebbe agito,[17] potendosi quindi concentrare sulla ricerca di una voce iconica[18] e su una postura e camminata in accordo alla natura aggressiva del personaggio, leggermente ingobbita.[16] Ledger trasse ispirazione da fumetti come Batman: The Killing Joke e Arkham Asylum,[16][17] e basandosi su Alex DeLarge e Sid Vicious.[19] Nelle sue parole, il risultato è «uno psicopatico senza coscienza delle sue azioni, un sociopatico assoluto, un assassino di massa a sangue freddo»,[18] con «zero empatia».[19] Ledger ha definito il ruolo il più divertente della carriera,[19] grazie anche alla libertà creativa offertagli da Nolan.[16] Questa versione di Joker appare molto differente da quella trasposta da Jack Nicholson in Batman di Tim Burton (1989), e lo stesso Nicholson la criticò definendola senza spirito, attaccando inoltre la produzione per non aver nemmeno voluto ascoltare un suo parere al riguardo.[20] Ledger morì il 22 gennaio 2008, a riprese terminate, e Nolan dichiarò di non aver modificato alcuna scena dell'attore né di aver aggiunto effetti speciali.[21]

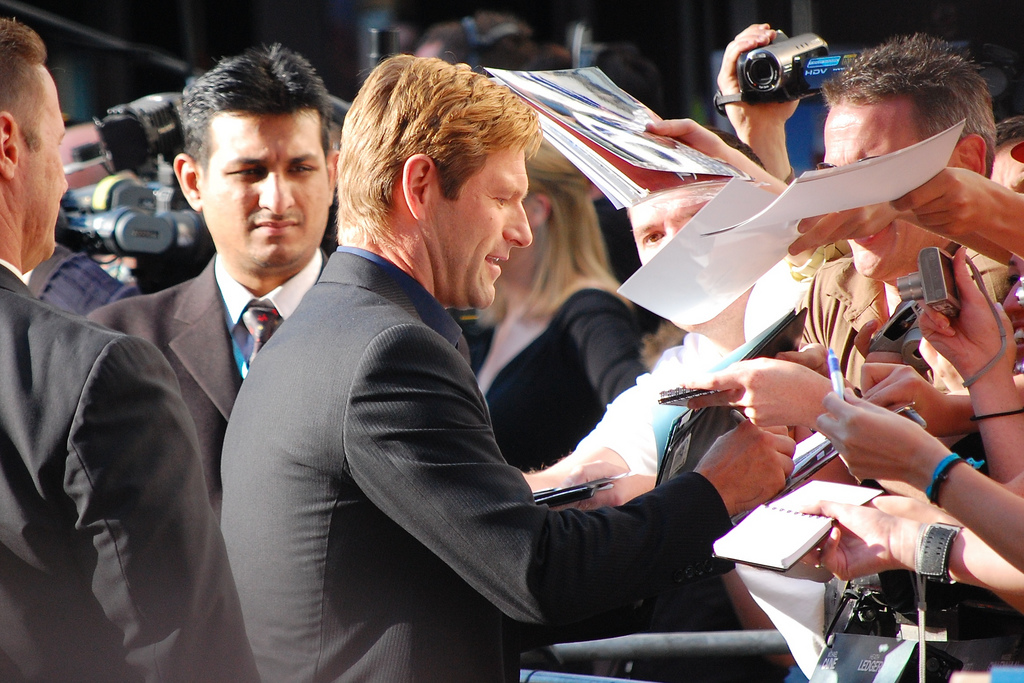
Aaron Eckhart all'anteprima del film nel 2008

- Harvey Dent / Due Facce, interpretato da Aaron Eckhart: procuratore distrettuale che si oppone all'ondata di criminalità che sta avvelenando la città.[13] Nolan era in cerca di una figura carismatica e affascinante, che rappresentasse in pieno il classico eroe americano, ma al contempo che lasciasse però intendere rabbia, ostilità e follia,[13] un aspetto che Eckhart non ha sottovalutato:[13] per l'attore il ruolo ha dinamiche interessanti, con Dent che ammira Batman ma non può approvarlo pubblicamente, mentre trova Wayne privo di credibilità.[13] Eckhart si è detto gratificato da un tale successo e da come, per la prima volta nella sua carriera, abbia iniziato a ricevere lettere da fan di otto anni.[22]

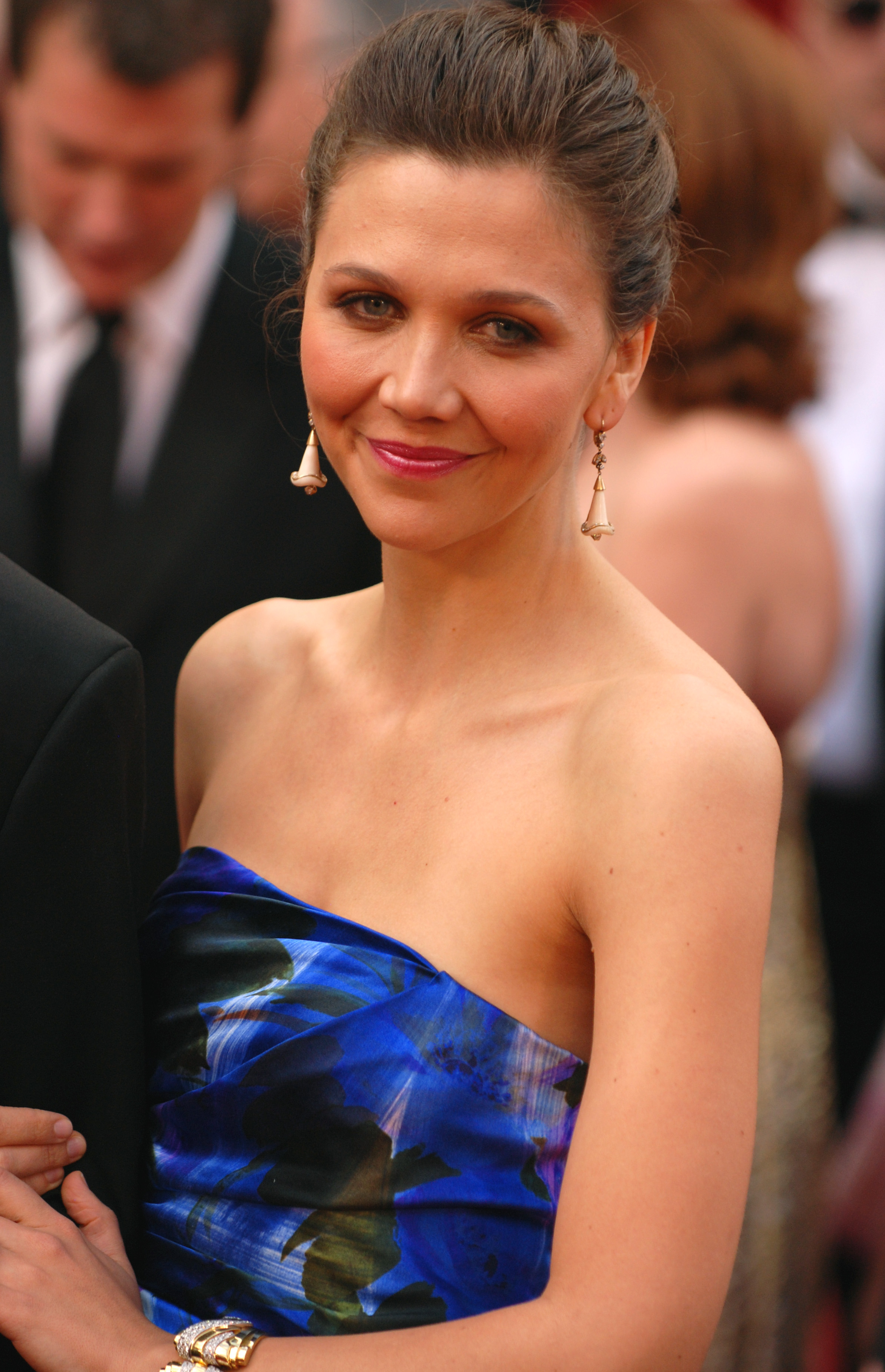
Maggie Gyllenhaal nel 2010

- Rachel Dawes, interpretata da Maggie Gyllenhaal: assistente e fidanzata del procuratore distrettuale. Il personaggio era già presente in Batman Begins, allora interpretato da Katie Holmes, che nel gennaio 2007 rinunciò al ruolo poiché le riprese coincidevano con quelle di 3 donne al verde. Maggie Gyllenhaal venne allora ingaggiata nel marzo successivo[23] e si dichiarò conscia di avere un ruolo un po' da "damigella in pericolo", secondo lei un rischio naturale se si interpreta una ragazza in un film di Batman; ma si disse soddisfatta, grazie all'aiuto di Nolan, di aver caratterizzato un «grande personaggio», forte e deciso,[24] che si dimostra intelligente e capace.[13] Secondo il regista, infatti, l'attrice offre un'interpretazione matura che riesce a trasmettere il conflitto tra il passato intenso con Wayne e i desideri per un futuro con Dent.[13]

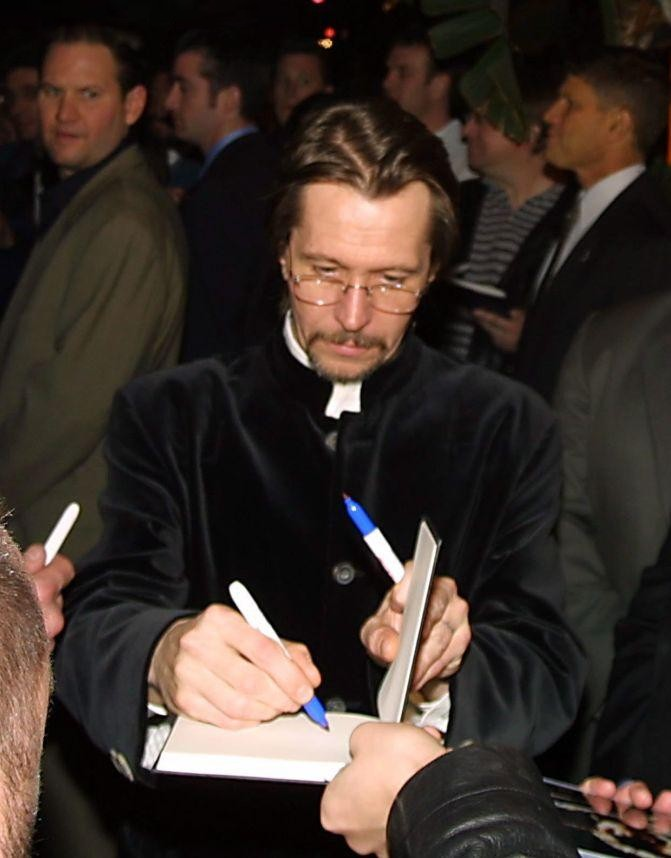
Gary Oldman nel 2007

- James Gordon, interpretato da Gary Oldman: capo dell'unità anti crimini della città. In Batman Begins Nolan voleva da Oldman un'interpretazione calma e misurata di un personaggio così importante e riservato, ma in questa seconda pellicola il regista offre nuove sfide a Gordon, in un'interpretazione «che permette a Gary di far vedere quanto vale».[13] Per Roven infatti Gordon avrebbe potuto essere offuscato dalla presenza degli altri personaggi, ma è riuscito ugualmente a dare «carattere e colore alla sua performance».[13]

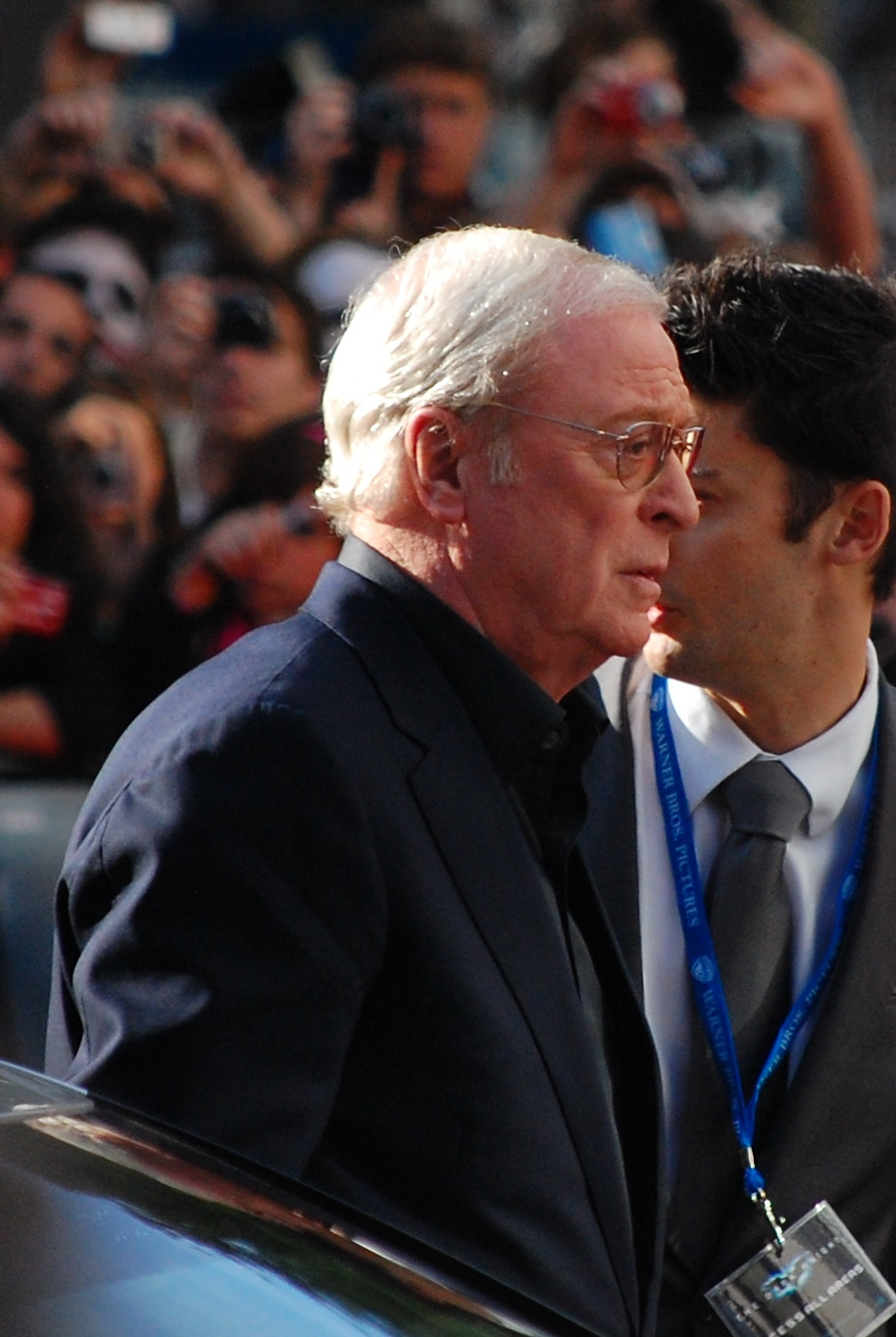
Michael Caine all'anteprima del film

- Alfred Pennyworth, interpretato da Michael Caine: maggiordomo e confidente di Bruce Wayne. L'attore è alla terza collaborazione con Nolan dopo Batman Begins e The Prestige (2006), poi proseguita con Inception (2010) e Il cavaliere oscuro - Il ritorno (2012). Caine considera Alfred come un ruolo paterno e come una sorta di angelo custode di Wayne, non solo fisicamente ma anche psicologicamente e moralmente.[13] Secondo il regista il personaggio è uno dei più ironici e, oltre a lodare la sua esperienza sul set, spiega che «Michael è un uomo molto divertente. Non ho mai lavorato con un attore che riesce ad essere comico in modo così naturale. Sa esattamente come interpretare una frase per ottenere la risata più fragorosa».[13]
- Lucius Fox, interpretato da Morgan Freeman: dirigente e inventore della Wayne Enterprises. Presente anche in Batman Begins, Freeman descrive il suo ruolo come molto pratico, dove Lucius fa le cose necessarie per aiutare la missione di Batman, domandandosi però se vi siano dei limiti;[13] come spiega Nolan, il rapporto tra loro è molto chiaro sebbene vi siano appunto atteggiamenti non condivisi.[13]
- Salvatore Maroni, interpretato da Eric Roberts: boss mafioso successore di Carmine Falcone. Il personaggio era già apparso sul grande schermo in Batman Forever (1995), interpretato da Dennis Paladino.
- Il direttore della Gotham National Bank, interpretato da William Fichtner: presente nella scena iniziale. L'attore, interprete in Heat - La sfida, non notò subito l'omaggio al film di quella sequenza[25] e descrisse scherzosamente il suo ruolo: «Sono un direttore di banca e, quando questa viene assaltata, non ho la reazione tipica del tuo direttore di banca».[26]
- Il sindaco Anthony Garcia, interpretato da Nestor Carbonell: un personaggio dalle differenti sfaccettature, duro, cinico e arrogante, il cui idealismo iniziale scende a compromessi pur di portare l'ordine a Gotham.[27] Con Ledger ebbe una scena in cui si vide la certezza del suo talento e del ruolo quando improvvisò una risata ed un battito di mani ironici e sardonici.[28]
- Il reporter Mike Engel, interpretato da Anthony Michael Hall: un ruolo in un film che ha definito il più importante della sua carriera, lodando il lavoro sul set con Oldman e quello di Nolan nel reinventare il franchise «ormai ridotto a buffonata con i film di Joel Schumacher».[29]

In una sequenza Cillian Murphy riprende il ruolo di Jonathan Crane / Spaventapasseri, già presente in Batman Begins. Ng Chin Han è il contabile della malavita Chen Lau, Colin McFarlane il commissario di polizia Gillian B. Loeb. Michael Jai White interpreta il criminale Gamble, un ruolo per il quale fu provinato anche David Banner. Patrick Leahy, senatore degli Stati Uniti e grande fan di Batman (in passato aveva prestato la sua voce alla serie animata Batman), appare in un cameo durante la festa di Bruce Wayne. Per dedicarsi ad un suo album, il musicista Dwight Yoakam rinunciò ad un cameo nel ruolo di un poliziotto corrotto.

## Produzione

### Sviluppo

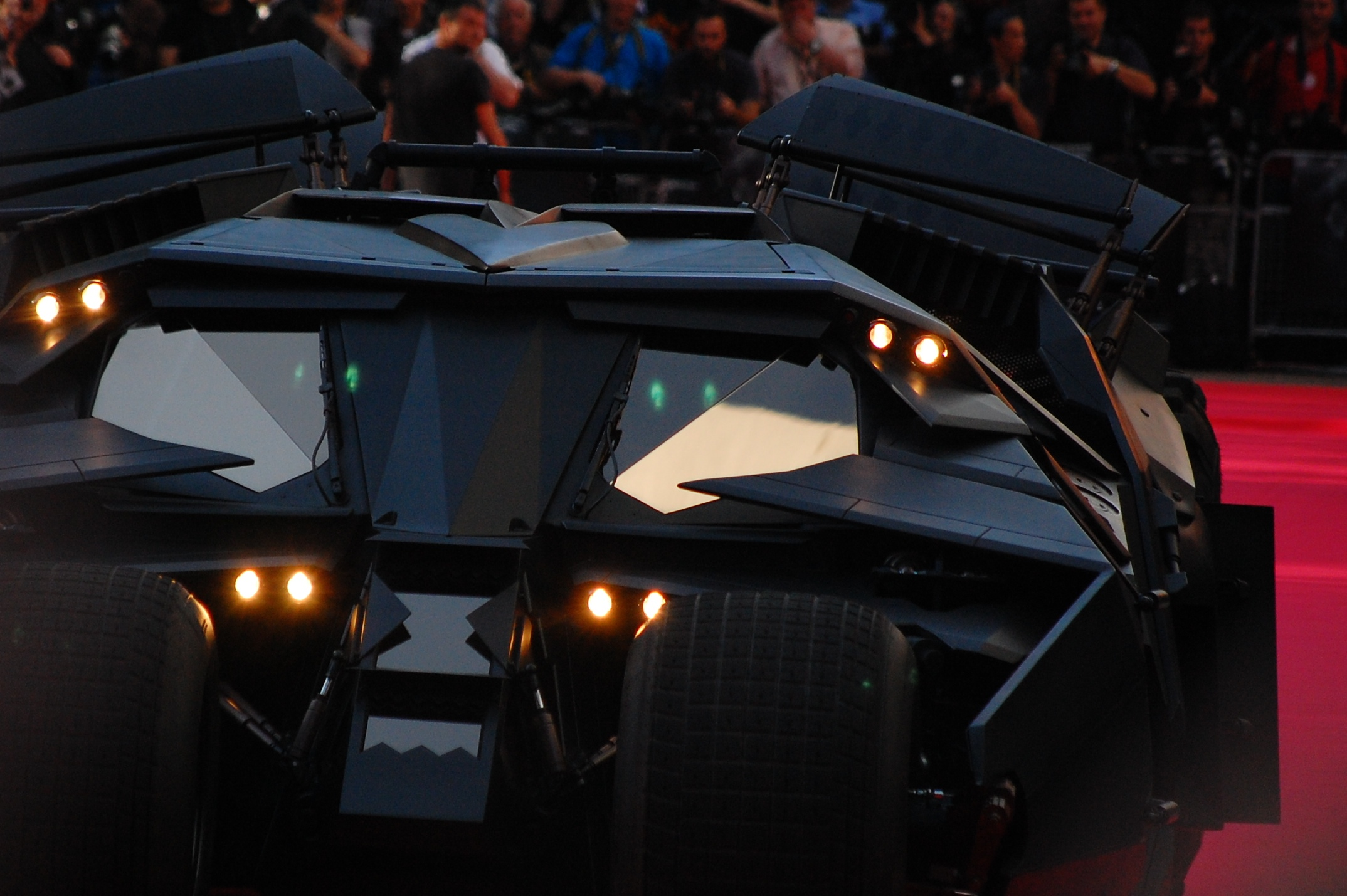
La Batmobile alla prima del film di Londra

Il 31 luglio 2006 la Warner Bros. annunciò ufficialmente l'inizio della produzione del sequel di Batman Begins, intitolato The Dark Knight, nel cui titolo, per la prima volta nella serie cinematografica, risultava assente il nome di Batman; la cosa piacque molto a Christian Bale, poiché per lui poneva il film su un piano differente rispetto alle altre pellicole.
Il budget della produzione è stato di circa 185 milioni di dollari.

### Regia
Con Batman Begins (2005) Christopher Nolan aveva rinnovato il franchise di uno dei più popolari personaggi della DC Comics, ricreandone le basi dopo i precedenti Batman Forever (1995) e Batman & Robin (1997). Forte del successo ottenuto, Nolan venne così confermato come regista per il sequel ottenendo maggiore libertà creativa dallo studio; a sua volta, il regista confermò il cast tecnico e artistico della precedente pellicola.
In contemporanea con la lavorazione de Il cavaliere oscuro, si diffusero notizie sia riguardo ad un possibile terzo episodio della serie, sia riguardo ai possibili legami con Justice League: Mortal, cross-over cinematografico in cui sarebbe comparso lo stesso Batman. Nolan comunque dichiarò di essere sempre concentrato su un unico lavoro per volta, e che la sua serie cinematografica non avrebbe avuto legami con nessun altro film tratto da fumetti, motivo per cui il film sulla Justice League of America fu sospeso, in maniera da non interferire con il lavoro del regista britannico. Durante la fase di pre-produzione, inoltre, il regista ha sempre cercato di limitare le anticipazioni al minimo, affermando che «la realizzazione di un film è un po' come la preparazione magica di un trucco. Ogni cosa dovrebbe essere finita e pronta da mostrare al pubblico prima che veda altro», e che altrimenti si anticiperebbe l'esperienza, «mostrando troppo, troppo presto».
Per la realizzazione della pellicola sono state forti le influenze del cinema di Michael Mann, in particolare del suo Heat - La sfida (1995).
Dal punto di vista dei gadget e della tecnologia, Nolan si ritiene soddisfatto di averli introdotti nei film in maniera credibile, come se queste cose fossero veramente possibili nella realtà.

### Sceneggiatura
(Christopher Nolan)
Secondo lo sceneggiatore David S. Goyer, se in Batman Begins uno dei temi primari era la paura, in questo film è l'escalation, in particolare riguardo all'idea che la presenza di Batman a Gotham City attiri follia, in un crescendo già presente nella scena finale del primo film.
The Dark Knight è anche focalizzato sul come Batman arrivi a spingersi troppo in là rischiando di rompere il suo codice morale, un momento che ha il suo fulcro nella scena dell'interrogatorio tra lui e Joker.
Nolan e Goyer fanno riferimento principalmente a Il lungo Halloween, serie realizzata da Jeph Loeb e Tim Sale e pubblicata originariamente dalla DC Comics tra il 1996 e il 1997. Per il personaggio del Joker le fonti principali sono state Batman: The Killing Joke (1988), scritto da Alan Moore e disegnato da Brian Bolland, e le prime apparizioni del personaggio negli anni 1940.
Nolan definì la storia di Harvey Dent una narrazione «di ampio respiro», per quello che il personaggio è, per quello che gli accade e per quello che rappresenta. Goyer accantonò l'idea di inserire Harvey Dent in Batman Begins poiché in quella pellicola non sarebbero «riusciti a rendergli giustizia»; preferì quindi inserire un nuovo personaggio, Rachel Dawes (allora interpretata da Katie Holmes). Lo sceneggiatore aveva inoltre pianificato originariamente che in questo seguito Batman, Gordon e Dent avrebbero affrontato il Joker, e che il criminale sarebbe riapparso nel terzo capitolo, sfigurando Dent durante un processo e trasformandolo così solo allora in Due Facce, come avviene nei fumetti; l'idea fu poi scartata in accordo con l'interprete Heath Ledger, che non voleva un ruolo importante in un film successivo.

### Riprese
Le riprese del film sono ufficialmente iniziate il 18 aprile 2007, dopo che Nolan, suo fratello Jonathan (che già avevano collaborato per lo script di The Prestige e Memento) e David S. Goyer (sceneggiatore del primo episodio) ebbero terminato la stesura definitiva della sceneggiatura iniziata nel 2006; la pre-produzione del film è ufficialmente iniziata a giugno 2006.
Alcune scene d'azione sono state riprese con telecamere IMAX, una tecnologia più immersiva e coinvolgente, che secondo Nolan più che dare risultati efficienti in termini economici «aiuta a trasformare il film in evento». Proprio la sequenza iniziale, con l'ingresso di Joker, è stata ripresa in IMAX poiché si voleva che il personaggio avesse «la più grande entrata possibile». In generale il regista e il direttore della fotografia Wally Pfister hanno optato per riprese con ottica tradizionale e senza troppa computer grafica, ritenendo questa tecnica «vecchio stile» più adatta al film. Durante le riprese è stato inoltre effettuato un test con la tecnologia 3D, ma Nolan non era interessato ad utilizzarla preferendo sperimentare con l'IMAX.
Pfister ha sottolineato che in genere i film di Batman sono tendenzialmente bui, ma ne Il cavaliere oscuro vi sono scene ambientate in ambienti luminosi, con luce diurna o artificiale, mentre le parti più oscure sono state inserite verso la fine del film, per aumentare l'impatto visuale e drammatico. Per lo stesso Batman, che appare ovviamente oscuro nel mantello e nel costume, Pfister ha cercato di rendere solo gli occhi più luminosi, per aumentare il contatto emotivo col personaggio.
Nelle prime tre settimane di lavorazione è stata girata la scena dell'interrogatorio, fondamentale secondo Nolan e considerata come la sua preferita. Ledger e Bale si erano esercitati per le scene di lotta, mentre il resto lo si voleva più libero e spontaneo. Il locale era stato curato dal production designer Nathan Crowley, le riprese erano state fatte con una telecamera a mano, e Wally Pfister aveva illuminato il tutto con solo una lampada da tavolo: alla luce si poteva così ammirare con maggiore attenzione il trucco disfatto del Joker e la ridisegnata armatura di Batman, più dettagliata, funzionale e reale rispetto a Batman Begins. Nolan era soddisfatto, poiché ci si poteva ora buttare nella «brutalità della scena», nel «punto in cui Batman è veramente provato da Joker, e si vede come il criminale sia realmente capace di insinuarsi nella pelle di chiunque». La scena inizia con riprese ravvicinate per evidenziare la bizzarria del Joker rispetto a un controllato Batman, ma poi il tutto si rovescia nella violenta fisicità della lotta, dove si comprende che l'eroe «si è spinto troppo in là, arrivando a torturare qualcuno per ottenere informazioni, perché la cosa è diventata personale»: Batman infrange le sue regole, ciò che riteneva lo distinguessero da un comune vigilante, e Joker riesce così a mettere in dubbio il suo stesso approccio e le sue azioni, cosa che si può cogliere anche dallo sguardo finale di Bale, che comprende «l'inutilità della violenza nei confronti di chi [Joker] prospera nel conflitto».

### Design

#### Costumi
Una delle priorità per la costumista Lindy Hemming è stata quella di ridisegnare l'uniforme di Batman, cosa che nel primo film non era stata fatta per rispetto ma che ora era un passaggio praticabile. Hemming si è ispirata alle divise per il motor biking e alle placche di kevlar in dotazione all'esercito; al posto della gomma sono stati impiegati differenti materiali, nell'ottica di rendere il costume più protettivo ma anche flessibile: lo si è diviso in più di 100 parti, separando la testa dal torace, come si può notare quando il personaggio di Bruce Wayne chiede a Lucius Fox maggior agilità e leggerezza. Gli stessi guanti del costume vengono resi anche come armi funzionali. Inoltre, quando Batman è alla guida del Batpod, indossa una versione più corta del mantello. L'attore protagonista Christian Bale ha in seguito affermato che il nuovo costume «era molto più comodo e meno claustrofobico del primo vestito. Era più leggero e mi consentiva molti più movimenti, il che ha contribuito alla riuscita delle scene d'azione e di lotta. Ma mi dava sempre la stessa sensazione di invincibilità».
Per quanto riguarda il personaggio del Joker, la costumista desiderava conferirgli «uno stile più giovane e più trendy rispetto alle versioni precedenti», e ha optato per una composizione con «qualcosa di frivolo e di grunge», con un mantello porpora, un gilet verde, una giacchetta leggera stile Carnaby Street Mod look, una camicia ricalcata su un modello reperito in un mercato di antichità, scarpe realizzate a Milano con la punta rovesciata, simile a quelle di un clown, e una cravatta sottile dalla Turnbull & Asser. Ledger apparve entusiasta dell'originalità del costume.
Come stilista per i vestiti del miliardario Bruce Wayne è stato scelto Giorgio Armani, il quale ha intitolato la linea come Giorgio Armani for Bruce Wayne, mentre per il personaggio di Harvey Dent è stato scelto Zegna.

#### Trucco

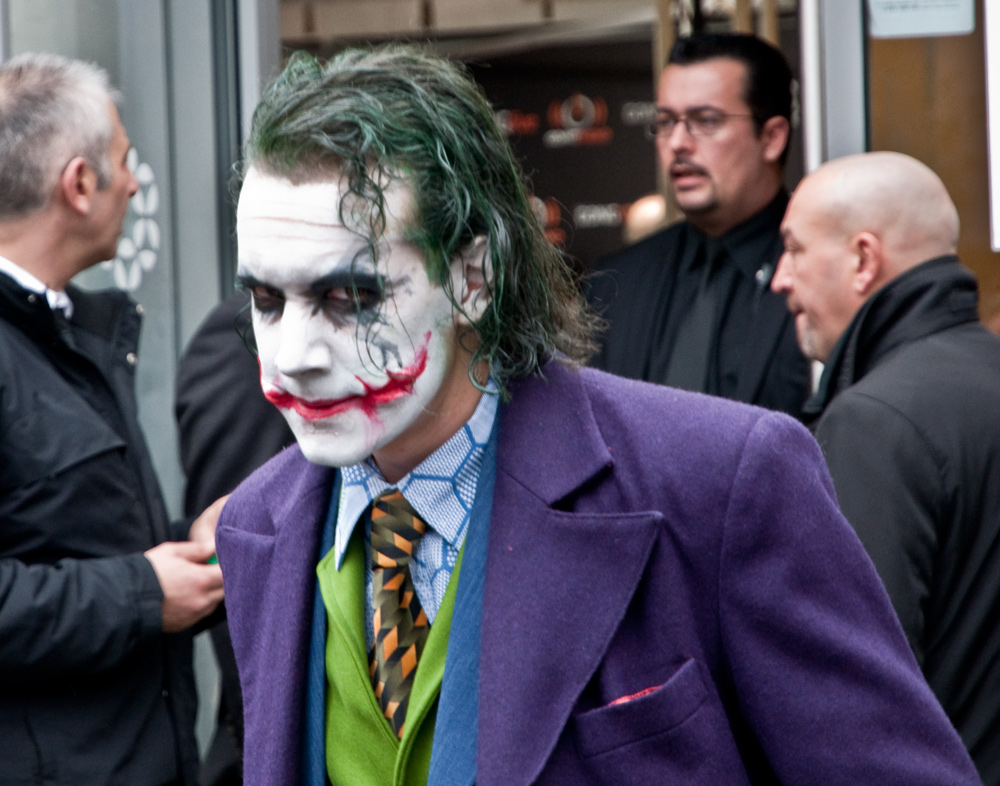
Cosplay del Joker di Heath Ledger

Rispettando il desiderio di Nolan di mantenere un approccio realistico, il responsabile del make-up Peter Robb-King e il suo staff fecero ricerche mediche sulla veridicità delle cicatrici del personaggio di Joker. Le protesi create da Conor O'Sullivan conferivano al personaggio uno sguardo tra il sorriso e la pazzia. Per il truccatore John Caglione Jr. del bianco sul volto non sarebbe bastato, e allora impiegava del nero e spruzzava dell'acqua sulla testa di Ledger, che scrollandosi faceva sbavare così il trucco. Come ispirazione, il regista diede alla costumista Lindy Hemming il quadro Screaming Pope di Francis Bacon. La costumista si rifece anche agli stili di Vivienne Westwood, tra il moderno e il rétro, un look simile a personaggi quali Johnny Rotten.
Per i personaggi dei rapinatori furono inoltre create 50 differenti maschere da clown.
Robb-King e il supervisore agli effetti speciali Nick Davis lavorarono sul trucco per il volto devastato di Due Facce, ideandolo prima sulla carta, poi mediante sculture d'argilla ed infine attraverso la computer grafica, che elaborava i vari sensori posti sulla metà del viso dell'interprete Aaron Eckhart.

#### Veicoli
Nella creazione dei gadget di Batman, Nolan sottolinea come «abbiamo voluto far vedere come l'uomo pipistrello diventi addirittura più tecnologico, ma sempre in modo credibile».
Già in Batman Begins era presente la Tumbler, una batmobile frutto di un incrocio tra una Lamborghini e un Humvee, con sei pneumatici da camion, senza asse portante e dalla massa di 2,5 tonnellate, che la rende contemporaneamente potente ma maneggevole; per questa pellicola appare però il Batpod, motociclo con gli stessi pneumatici della Tumbler, in grado di restare in piedi senza cavalletto ed equipaggiato di cannoni da 40 mm, mitra calibro .50 e lancia rampini. Il Batpod, ideato dal regista Nolan e dal production designer Nathan Crowley, avulsi da conoscenze relative alla meccanica della moto, è stato poi realizzato con soddisfazione dal supervisore agli effetti speciali Chris Corbould, in sei differenti copie; Corbuld l'ha definito «strambo e meraviglioso»: estremamente difficile da controllare, come dichiarato dallo stesso Bale, l'unico in grado di governarlo è stato lo stuntman professionista Jean Pierre Goy, tra i migliori motociclisti al mondo secondo Corbuld.

#### Location

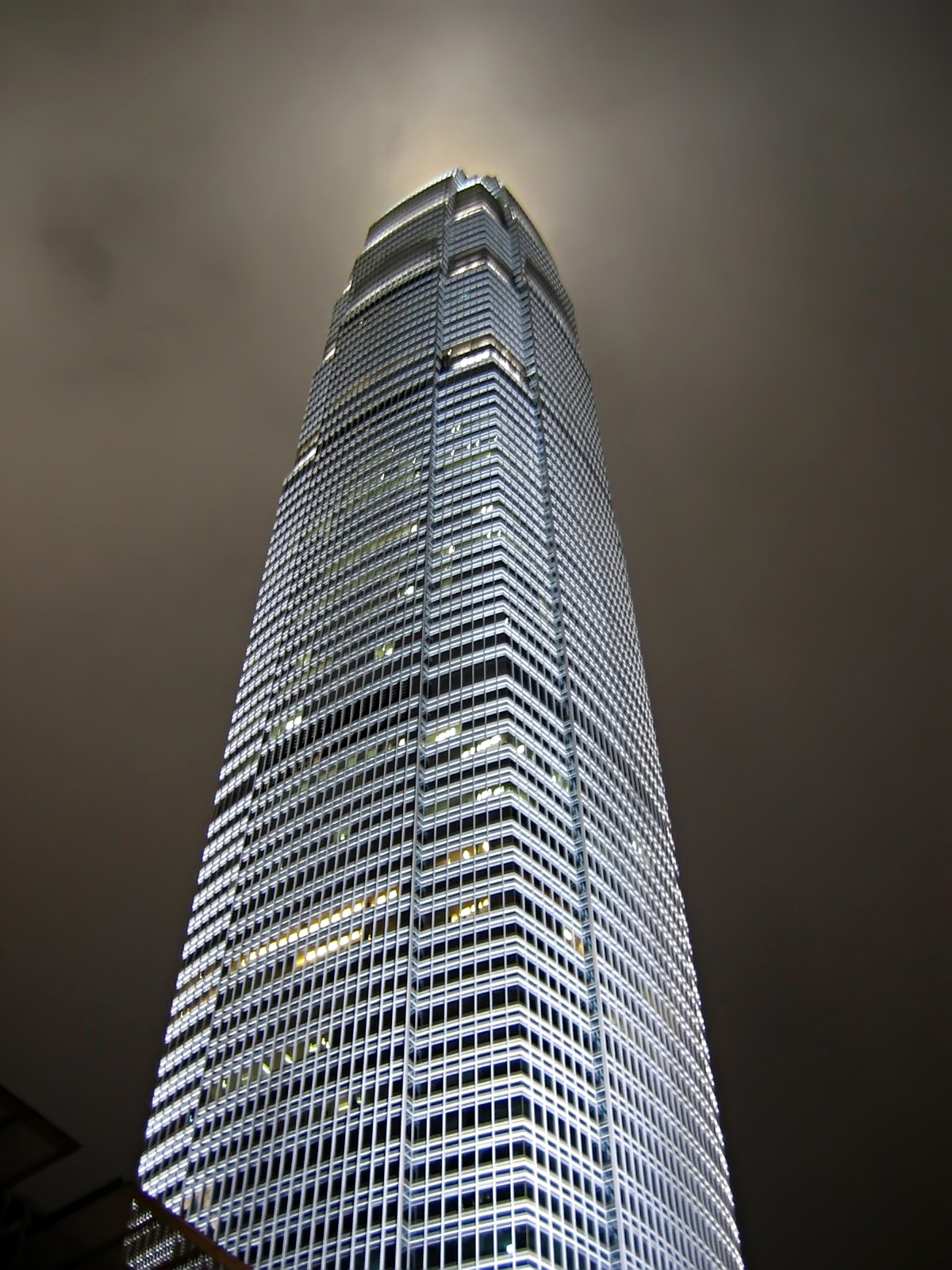
International Finance Centre, Hong Kong

Come per la precedente pellicola, molte scene sono state girate a Chicago; il sindaco Richard Daley si è dichiarato emozionato per il ritorno della Warner Bros. nella città, un rinforzo per l'economia e l'occupazione, e garantì gli sforzi del Chicago Film Office per assistere le riprese evitando inconvenienti ai cittadini. Per non destare troppa attenzione da parte della popolazione, il set riportava come indicazione che le riprese erano destinate ad un film dal titolo Rory's First Kiss.
Le riprese nella città statunitense si sono svolte nell'aprile 2007 e nel successivo periodo tra giugno e settembre, in Van Buren Street (tra S. Wacker Drive e Jefferson Street) e in Canal Street (tra Harrison Street e Jackson Street). Come sede delle imprese Wayne, anziché usare il Chicago Board of Trade Building come in Batman Begins è stato usato il Richard J. Daley Center. Addison Street è stata invece teatro della scena dello schianto di un veicolo contro un muro. L'Old Chicago Main Post Office è stato impiegato da un lato come Gotham National Bank, dall'altro come Gotham Police Department. Sullo sfondo è visibile il complesso di Marina City. Durante alcune riprese vicino alla Sears Tower invece, un elicottero a bassa quota sbandò per alcuni istanti a causa del troppo vento, rischiando di decapitare Christian Bale.
L'inseguimento di Bruce Wayne per le strade di Gotham City è stato realizzato con l'impiego di tre Lamborghini Murciélago LP640; è stato girato nella Lake Street di Chicago, una strada adatta poiché lunga e senza curve, e per le riprese sono stati chiusi quindici isolati.
Le riprese a Hong Kong sono state effettuate nei grattacieli dell'International Finance Centre, nei pressi del Lyndhurst Terrace, al Peninsula Hotel, nella baia Victoria Harbor, e sull'Escalator, scala mobile lunga oltre 800 metri. Nel novembre 2007 fece il giro del mondo la notizia secondo cui una scena del film ambientata a Hong Kong sarebbe stata cancellata, in quanto non era possibile girare una scena riguardante un tuffo di Batman nelle acque della baia poiché troppo inquinata e a rischio di salmonellosi e tubercolosi. Nolan dichiarò poi di aver eliminato la scena per sua personale decisione di sceneggiatura. Prima di alcune riprese in cui degli elicotteri e un aereo C-130 avrebbero sorvolato a bassa quota la città, la produzione fece distribuire dei volantini con la quale si scusava del rumore.

### Effetti speciali

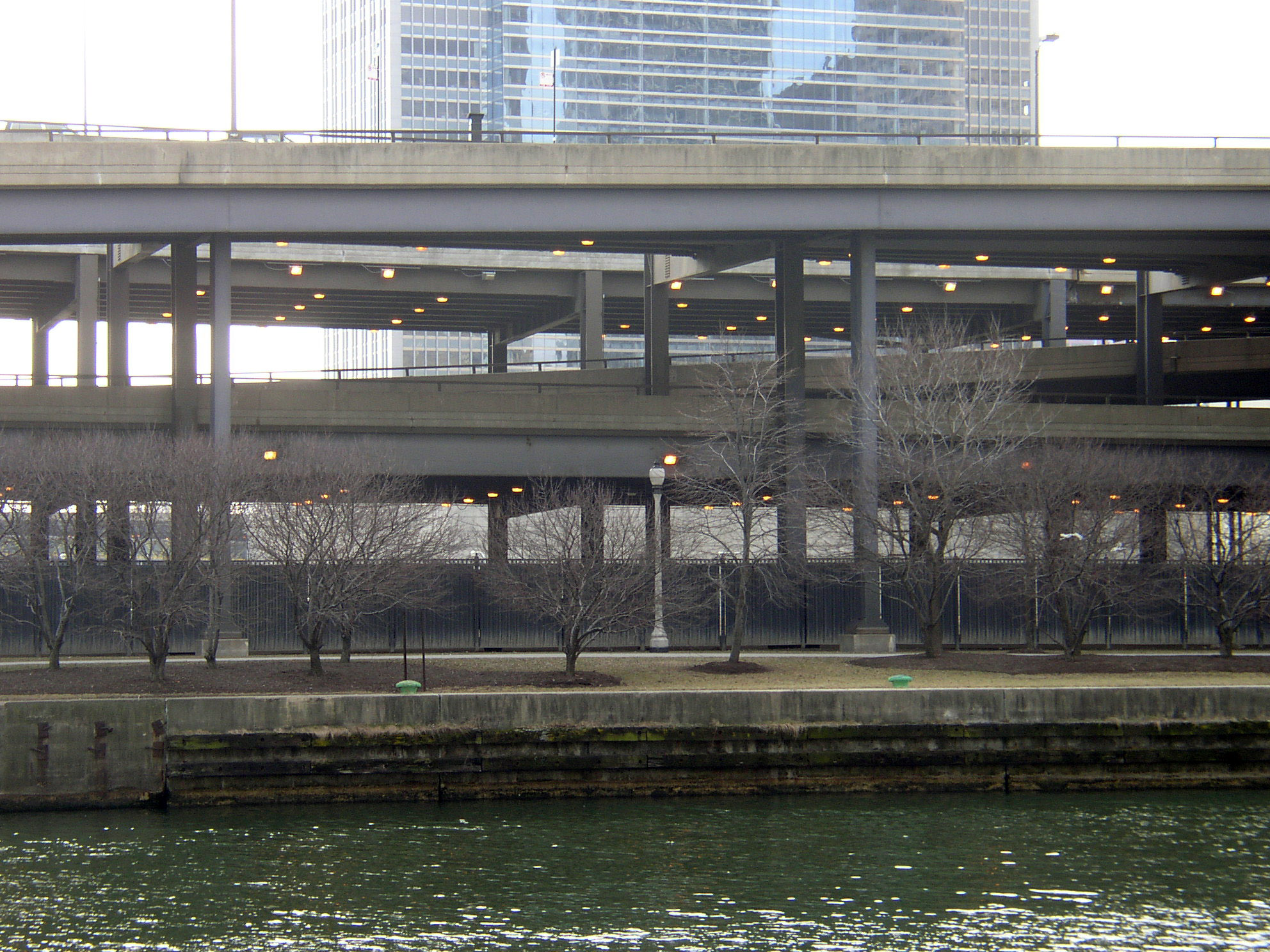
Il tunnel di Wacker Drive, Chicago

Gli effetti speciali della pellicola sono stati curati dalla New Deal Studios, compagnia di Los Angeles specializzata in miniature, fotografia, animazioni e scenografie digitali e compositing. Ne Il cavaliere oscuro l'azienda si è occupata delle miniature, in scala 1:3, guidate da cavi e servomotori, controllate dal computer e poi riprese con telecamere VistaVision ad alta velocità. Tra le scene di cui si sono occupati figurano:
- l'esplosione di una parte del grattacielo di Hong Kong. Il grattacielo, ricostruito in plastica acrilica e acciaio, è stato poi fatto esplodere mentre la macchina da presa ad alta velocità riprendeva la scena in notturno.[58]
- l'inseguimento tra la Batmobile e un camion della spazzatura all'interno di un tunnel. Dopo aver fotografato il tunnel di Wacker Drive di Chicago, per riprendere la scena secondo i desideri di Nolan (provenienti da opposte direzioni, la Batmobile e il camion si scontrano e, anziché arrestarsi, la prima procede e spinge il camion all'indietro) il camion venne realizzato in alluminio e resina plastica leggera, mentre la Batmobile con telaio in acciaio e corpo in pesante vetroresina, così da farle superare la massa del camion e riuscire maggiormente a spingere il veicolo; inoltre, tramite un cuneo d'acciaio attaccato alla Batmobile, l'impatto venne reindirizzato verso l'alto, facendo schiantare il camion con il soffitto del tunnel.[58]

## Colonna sonora
Le musiche del film sono state composte da Hans Zimmer e James Newton Howard, che già avevano collaborato per Batman Begins. Il tema principale del personaggio di Batman era già stato introdotto alla fine del precedente capitolo mentre Why So Serious, il tema del Joker, è basato principalmente su due note, ottenuto con una lama che cozza su una corda, un approccio che Zimmer ha ricercato associando al personaggio «l'idea di anarchia».
La colonna sonora è stata distribuita sul mercato a partire dal 15 luglio 2008, in quattro diverse edizioni (standard, con un disco speciale, con artwork, ed in vinile).

## Promozione

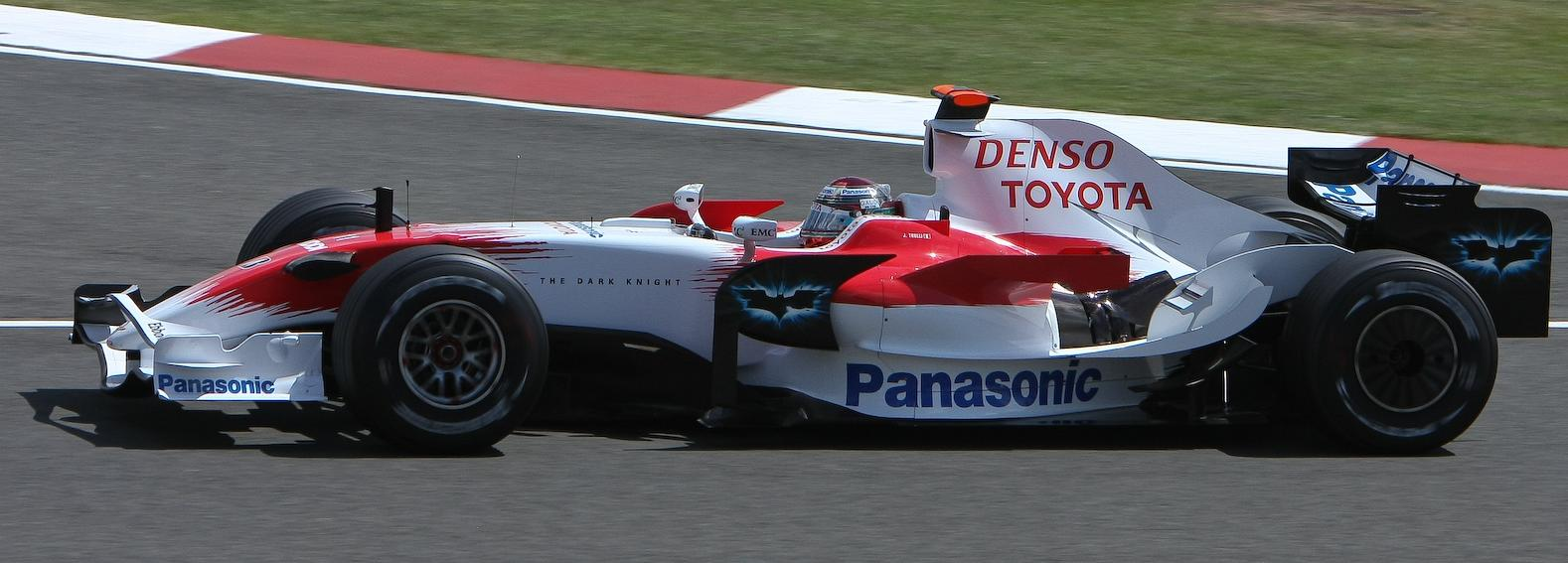
La Toyota F1 guidata da Jarno Trulli con il logo del film sull'alettone posteriore

La campagna pubblicitaria del film si è principalmente incentrata su una campagna virale online, e oltre alle tradizionali tipologie promozionali come poster e trailer sono stati organizzati alcuni eventi, come una gara tra la Tumbler e l'auto da corsa Toyota di Formula 1 guidata da Jarno Trulli e Timo Glock sul circuito di Silverstone il 7 luglio 2008; oppure una mostra dedicata ai costumi del film, con anche la presenza del Batpod, ospitata sul Ponte Milvio di Roma tra il 10 e il 17 luglio 2008.

### Locandine
Per la promozione della pellicola sono state diffuse numerose locandine. Alcuni di questi sono poi apparsi sul web anche in versione "vandalizzata da Joker", assieme ad una locandina che raffigura un primo piano di Batman, anch'esso vandalizzato, il cui volto è stato creato con numerose carte da gioco; il poster riporta le frasi Why so serious?, Stupids Bats! (Stupidi pipistrelli!), Are we having fun yet? (Ci si diverte ancora?), To them you're a freak... like me! (Per loro sei un mostro.. come me!), It's simple. Kill the bat! (È semplice. Uccidere il pipistrello), Let's put a smile on that face (Mettiamo un sorriso su quella faccia), It's all part of the plan (È tutto parte del piano). Inoltre, il simbolo del pipistrello stilizzato sul quale campeggia il titolo della pellicola, in questa locandina è sostituito da una serie di Ha! Ha! Ha! che ne imitano il logo.

### Trailer
- Il 27 luglio 2007, negli Stati Uniti, all'uscita del film d'animazione I Simpson - Il film in molte sale durante i provini è stato mostrato il primo teaser trailer del film, mentre ad agosto 2007 sono iniziate a circolare in rete foto ufficiali del film.
- Il 17 dicembre 2007 il sito Movieweb.com ha presentato il primo trailer ufficiale.[66]
- Alla fine di aprile 2008, al comic-com di New York è stato mostrato il terzo trailer, che avrebbe accompagnato nei cinema Iron Man, in uscita il 1º maggio.[67] In una sezione del sito web protagonista della campagna virale del film, WhySoSerious.com, un gioco ha coinvolto alcuni fan, che si sono riuniti all'Odeon Cinema di Londra dove è stato svelato il trailer.[68] Mentre una sua copia bootleg è comparsa su YouTube, la pellicola mostrata è stata regalata a uno di loro, copia che si è rivelata essere stata vandalizzata dallo stesso Joker (graffiata, scarabocchiata e con il titolo cambiato in The Dork Knight, Il Cavaliere Cretino).[69] Domenica 4 maggio è infine in rete il secondo trailer, caratterizzato per un maggior spazio dedicato al personaggio di Harvey Dent.[70]

### Campagna virale

La frase del Joker «Perché (sei) così serio?» è stata ripresa più volte come slogan del film e come tagline nella promozione

Al fine di accrescere l'interesse attorno al film, l'azienda 42 Entertainment ha lanciato una forte campagna pubblicitaria virale sotto forma di alternate reality game, che ha coinvolto principalmente i fan statunitensi. Una prima fase si è incentrata principalmente sulla figura del Joker, e successivamente sul personaggio di Harvey Dent, un cambio di focus in parte già preventivato dalla 42 Enternaiment e in parte dovuto alla prematura scomparsa di Heath Ledger. La campagna ha riscosso un enorme successo, coinvolgendo più di 15 milioni tra partecipanti o semplici visitatori degli oltre 40 siti web creati ad hoc.
Nel maggio 2007 apparve online il sito IBelieveInHarveyDent.com (io credo in Harvey Dent), dedicato alla fittizia campagna elettorale di Dent per il ruolo di procuratore distrettuale; 72 ore dopo lo seguì IBelieveInHarveyDentToo.com (anch'io credo in Harvey Dent), versione vandalizzata del precedente dove, per ogni email inviata dai fan, appariva un pixel della prima immagine del Joker. Nell'ottobre successivo sul sito WhySoSerious.com (Perché così serio?) comparve una zucca di Halloween (citazione degli albi a fumetti de Il lungo Halloween) la cui metà di destra progressivamente marcì, riferimento al volto di Due Facce. Da allora comparvero messaggi da parte del Joker che chiedeva ai fan di eseguire azioni (scattare particolari fotografie, recuperare pacchi, travestirsi da clown, ecc.) e in cambio egli stesso avrebbe offerto indizi sul film, ulteriori siti web virali, oppure il luogo della proiezione del primo trailer. Nel frattempo comparvero online altri siti dedicati alla vita, alle aziende o alle iniziative di Gotham City. Se da una parte si delineavano community dedicate ad appoggiare l'intervento di Batman in città (CitizensForBatman.org) o disprezzarlo, dall'altra, dal febbraio 2008, iniziò la campagna elettorale di Dent, con la presentazione della candidata avversaria (DanaWorthington.com), siti di informazione (MaidenAvenueReport.com, GothamCableNews.com) e denigratori (Concerned Citizens for a better Gotham, in italiano Cittadini preoccupati per una Gotham migliore), e soprattutto uno specifico invito ai fan a sostenere il candidato stampando e diffondendo materiale elettorale "nella vita reale". Nel mese di aprile invece venne giocato un pesce d'aprile che coinvolse gli appassionati e James Gordon, il quale segnalava l'"Unità Grandi Crimini" (Gotham Police Major Crimes unit) del dipartimento, mentre proseguiva la vincente campagna per l'elezione di Dent, protagonista anche di eroiche azioni.
Per Susan Bonds, CEO di 42 Entertainment, l'obiettivo era quello di raccontare ciò che accadeva tra la fine di Batman Begins e l'inizio di The Dark Knight; per il responsabile dei creativi Alex Lieu, lo scopo era inoltre «di estendere i temi epici oltre lo schermo, nella quotidianità della gente, [...] dando la possibilità di diventare cittadini di Gotham». Alex Billington di FirstShowing.net ha definito la campagna «assolutamente brillante», poiché permetteva ai fan di trasformarsi in cittadini di una città immaginaria, che credono in una vera Gotham City, possono scegliere se schierarsi con Joker, Dent o Batman, diffonde la conoscenza del film anche ai non interessati (ad esempio, a chi vede il nome di Dent sulle spille di chi cammina per strada), e che la campagna già da sola è diventata un caso seguito dai media in sé. Jonathan Waite, fondatore del sito Alternate Reality Gaming Network, ha definito Why So Seriuos «una campagna promozionale multisfacettata che trascende il classico marketing e diventa un evento culturale». La campagna virale è stata infine insignita del South by Southwest Award nella categoria Games.

## Distribuzione
Il film è uscito nelle sale in gran parte del mondo a luglio 2008.
In vista degli Oscar e della possibilità di raggiungere il miliardo di dollari di incassi, il 5 dicembre 2008 il responsabile della distribuzione della Warner, Dan Fellman, annunciò come la pellicola sarebbe ritornata nelle sale cinematografiche statunitensi a partire dal 23 gennaio 2009.

### Data di uscita
La pellicola venne presentata in anteprima il 14 luglio 2008 a Buenos Aires e a New York, e il 21 luglio a Londra. Dopo l'iniziale uscita nelle sale, è stato nuovamente ridistribuito una seconda volta, a partire dal gennaio 2009 in versione IMAX per Stati Uniti e Brasile, ed in versione tradizionale per Corea del Sud, Giappone, Hong Kong, Messico, Singapore e Perù.

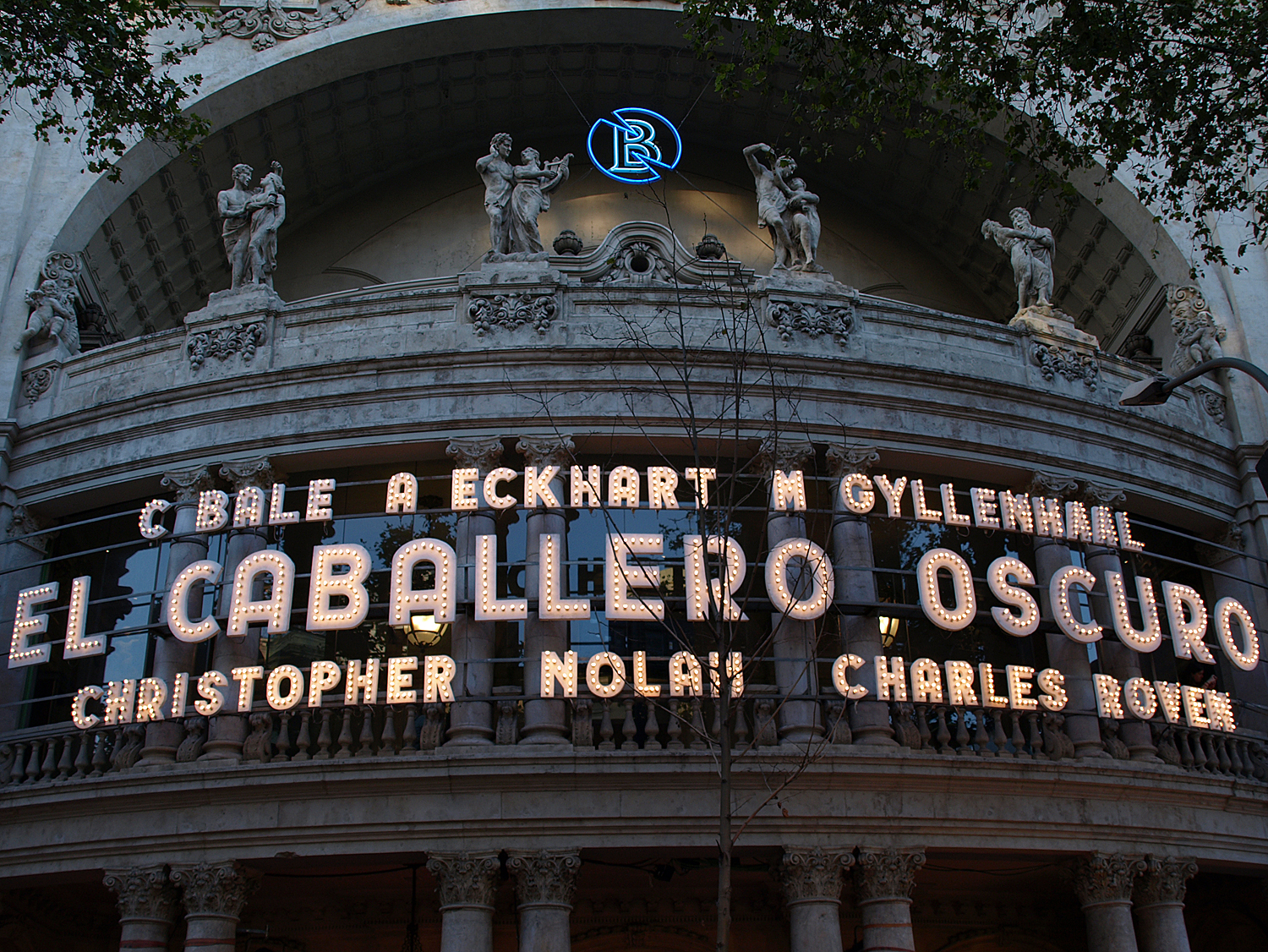
L'insegna del film al cinema Coliseum di Barcellona

Le date di uscita internazionali nel corso del 2008 sono state:
- 16 luglio in Australia e Taiwan
- 17 luglio in Argentina (come Batman: el caballero de la noche), Cile, Grecia (O skoteinos ippotis), Hong Kong (Bianfu xia - Heiye zhi shen), Malaysia, Perù, Filippine, Singapore e Thailandia
- 18 luglio in Brasile (O Cavaleiro das Trevas) e Canada (Le chevalier noir), Colombia, India, Indonesia, Messico, Panama, USA, Uruguay, Venezuela
- 22 luglio in Danimarca
- 23 luglio in Belgio, Egitto, Italia (Il cavaliere oscuro) e Islanda
- 24 luglio in Croazia (Vitez tame), Israele, Kuwait, Libano, Lituania, Nuova Zelanda, Portogallo (O Cavaleiro das Trevas), Serbia (Mracni vitez), Slovacchia, Slovenia, Paesi Bassi, Regno Unito, Emirati Arabi Uniti
- 25 luglio in Bulgaria, Estonia (Pimeduse rüütel), Finlandia (Yön Ritari), Lettonia, Norvegia, Romania, Sudafrica, Svezia e Turchia (Kara Şövalye)
- 6 agosto in Corea del Sud
- 7 agosto in Repubblica Ceca (Temný rytír) e Ungheria (A sötét lovag)
- 8 agosto in Polonia (Mroczny rycerz)
- 9 agosto in Giappone (ダークナイト)
- 13 agosto in Francia (Le chevalier noir), Spagna (El Caballero Oscuro) e Svizzera (nella regione di lingua francese)
- 14 agosto in Kazakistan e Russia (Темный рыцарь, Temnyj rycar')
- 21 agosto in Austria, Germania e Svizzera (nella regione di lingua tedesca)
- 10 ottobre in Pakistan (a Rawalpindi)

Negli USA il film è uscito nello stesso weekend di Take di Charles Oliver, A Very British Gangster di Donal MacIntyre, Space Chimps - Missione spaziale di Kirk DeMicco, Transsiberian di Brad Anderson, Mamma Mia! di Phyllida Lloyd; il film è stato proiettato preceduto dai primi teaser trailer di Terminator Salvation e di Nessuna verità, e dai trailer di Watchmen e Star Wars: The Clone Wars.
Il film è stato successivamente ridistributo nel corso del 2009, nelle seguenti date e paesi:
- 23 gennaio negli Stati Uniti (in versione IMAX)
- 24 gennaio in Giappone
- 6 febbraio in Brasile (IMAX)
- 12 febbraio a Singapore
- 13 febbraio in Messico
- 19 febbraio in Perù e Corea del Sud
- 24 settembre a Hong Kong (IMAX)

### Divieti
Le commissioni di censura di alcuni Paesi hanno stabilito alcune limitazioni per la visione della pellicola
- negli Stati Uniti è stata vietata ai minori di 13 anni[85]
- nel Regno Unito è stata vietata ai minori di 12 anni[86]
- nei Paesi Bassi è stata vietata ai minori di 16 anni[84]
- in Belgio è stato apposto il marchio «Permesso ai bambini»[84]
- in Svizzera, nel Canton Ticino, è stata vietata ai minori di 12 anni.
- in Norvegia, Corea del Sud e Irlanda è stata vietata ai minori di 15 anni[84]

### Edizione italiana
Nel febbraio 2008 Warner Bros. Italia annunciò che l'adattamento italiano del film sarebbe stato tradotto con il titolo Il cavaliere oscuro. Il doppiaggio italiano venne curato dalla SEFIT-CDC e diretto da Marco Mete, lo stesso di Batman Begins; a differenza del film precedente, Mete è anche autore dei dialoghi italiani. Claudio Santamaria venne confermato come voce di Bruce Wayne/Batman, così come Dario Penne nel ruolo di Alfred e Renato Mori in quello di Fox, mentre Angelo Maggi sostituì Massimo Venturiello per il ruolo di Jim Gordon, sebbene nel primo trailer la voce fosse di Venturiello. In seguito al cambio di interprete cambia voce il personaggio di Ranchel: in Batman Begins la Rachel di Katie Holmes era doppiata da Ilaria Latini, mentre ne Il Cavaliere oscuro la Rachel di Maggie Gyllenhaal è doppiata da Tiziana Avarista. Sebbene nel primo trailer la voce del Joker fosse di Fabio Boccanera, per il personaggio nel film venne scelto Adriano Giannini, già doppiatore di Heath Ledger in Paradiso + Inferno (2006) e Io non sono qui (2007). L'attore italiano "eredita" il ruolo del padre Giancarlo, voce del Joker interpretato da Jack Nicholson nel Batman di Tim Burton. Massimo Rossi presta la voce a Dent, mentre Alessandro Rossi, che nel film precedente doppiava Henri Ducard/Ra's al Ghul, in questo film doppia Gambol.
Santamaria, disposto anche a ricevere critiche, ha spiegato che «doppiare Batman e fare quella voce così forte è molto più facile che doppiare Bruce Wayne, anche perché per Wayne Christian Bale usa un tono più tirato». Giancarlo Giannini ha invogliato il figlio ad interpretare un personaggio da lui indicato come il «più divertente che abbia mai doppiato», in quanto Joker «si trasforma in continuazione e interpretarlo è un vero tour de force». Giannini ha poi sottolineato la differenza tra il personaggio di Nicholson, «clownesco e surreale», e quello di Ledger, «più cupo e realistico. È un folle sadico, innamorato del male; si dipinge la faccia, certo, ma non c'è niente da ridere». Giannini è stato in seguito premiato con il Nastro d'argento al miglior doppiaggio per la sua performance.

### Contrasto alla pirateria
La Warner Bros. ha sostenuto grandi sforzi per limitare il rischio che copie pirata del film potessero circolare al momento dell'uscita nelle sale, definendo «veramente significativi» i primi giorni di distribuzione, da proteggere per evitare di dare subito il via alla catena di pirateria. L'azienda ha impiegato più di sei mesi a sviluppare sistemi di sicurezza e di monitoraggio per prevenire la diffusione di copie non autorizzate, uno sforzo enorme considerando anche le dodici première in varie nazioni prima del debutto negli Stati Uniti. Questo ha contribuito in maniera significativa ai record di incassi del film nei primi giorni d'apertura, sebbene sia probabile che molte copie bootleg potessero essere scaricate da chi avesse già visto (o rivisto) il film al cinema, ma non volesse attendere l'uscita dell'edizione home video.
Ciò nonostante, la prima copia venne resa disponibile a partire da venerdì 18 luglio, due giorni dopo l'anteprima australiana: le 38 ore senza pirateria a ridosso dell'uscita, il momento più delicato per gli studios, possono essere considerate una vittoria da parte della Warner, mentre invece il sito web The Pirate Bay (La baia pirata in italiano) per l'occasione cambiò temporaneamente nome in The Pirate Bat (Il pipistrello pirata). Il 18 luglio venne arrestato un uomo intento a realizzare una copia bootleg della pellicola, e nel febbraio 2010 venne condannato a 24 000 dollari di multa e 24 mesi di reclusione, sulla base della violazione del Family Entertainment and Copyright Act. I download illegali, di una registrazione via camera a luglio e poi di una versione DVD screener a settembre, fecero sì che, secondo TorrentFreak, con più di 7 milioni di download, Il cavaliere oscuro fosse il film più scaricato del 2008.

### Edizioni home video
Il cavaliere oscuro è stato reso disponibile in versione home video negli Stati Uniti a partire dal 9 dicembre 2008. Sono state messe in vendita differenti edizioni:
- DVD disco singolo
- DVD disco doppio
- DVD disco doppio in edizione limitata (maschera di Batman)
- DVD Gift Edition (disco doppio con BatPod)
- Blu-ray disco doppio con audio originale in Dolby TrueHD 5.1 e traccia italiana in Dolby Digital 5.1
- Cofanetto (sia DVD che Blu-ray) comprendente Il cavaliere oscuro e Batman Begins.

I contenuti speciali disponibili sono:
- i documentari dedicati ai "dietro le quinte" Gotham Uncovered: The Creation of a Scene, Batman Technology: Gadgets and Tools, una descrizione della tecnologia dei gadget di Batman (solo per l'edizione Blu-ray, 50 minuti in HD)[99], Batman Unmasked: The Psychology of the Dark Knight (Batman Smascherato: La psicologia del cavaliere oscuro, solo nell'edizione Blu-ray, 50 min in HD)[99], e la descrizione della realizzazione delle sei sequenze girate nel formato IMAX (Il Prologo, Hong Kong, L'inseguimento del mezzo blindato, Lo scontro della Lamborghini, Prewitt, Il cavaliere oscuro)
- Tonight in Gotham, sei episodi del notiziario finzionale Gotham Cable News;
- gallery con le carte di Joker, disegni concettuali, locandine, foto di produzione;
- trailer, spot televisivi, easter egg (solo nell'edizione Blu ray) e copia digitale (copia del film in formato digitale e visibile sul computer o altri dispositivi portatili in maniera legale).

La Warner ha inserito un'ora aggiuntiva di contenuti speciali nell'edizione Blu-ray, in quanto la pellicola è stata ritenuta in grado di attirare il pubblico e promuovere così il nuovo formato. Nei documentari, gli interventi diretti di Heath Ledger sono stati rimossi, ed è la troupe a parlare di lui; per omaggiare l'attore inoltre (e anche in vista degli Oscar), nell'edizione DVD doppio disco è Joker ad essere in copertina, anziché Batman con il logo fiammeggiante alle spalle.
La campagna promozionale per l'uscita del DVD e BD ha interessato, oltre ai media tradizionali, anche marketing virale (persone truccate da Joker per le strade delle città) e un concorso tramite MMS.
Nella prima settimana le edizioni in DVD e blu-ray hanno raggiunto 6,8 milioni di copie vendute, per un ricavo di 121 milioni di dollari; nell'arco di un anno sono state così vendute complessivamente 14 milioni di unità con 232 milioni di incasso. Per quanto riguarda le sole edizioni blu-ray, il primo giorno sono state vendute circa 600 000 copie, il triplo della norma rispetto a titoli analoghi come Iron Man, che hanno esordito con 250.000. Nella prima settimana le vendite si sono attestate sui 1,7 milioni di unità, di cui un milione nei soli Stati Uniti, arrivando a 2,8 nel febbraio 2009, di cui 2 milioni negli USA.
Nel marzo 2011 Il cavaliere oscuro è il primo film il cui noleggio avviene mediante un servizio di social network, attraverso una partnership tra Warner Bros. e Facebook.
Nel 2017 il film è stato rimasterizzato assieme agli altri due capitoli, per la successiva distribuzione in formato 4K Ultra HD; a differenza della versione blu-ray, nella quale i colori del film erano pesantemente alterati a causa di un processo di acquisizione meno accurato, per questa nuova edizione è stata prestata particolare attenzione alla fedeltà verso la pellicola originale.

## Accoglienza

### Incassi

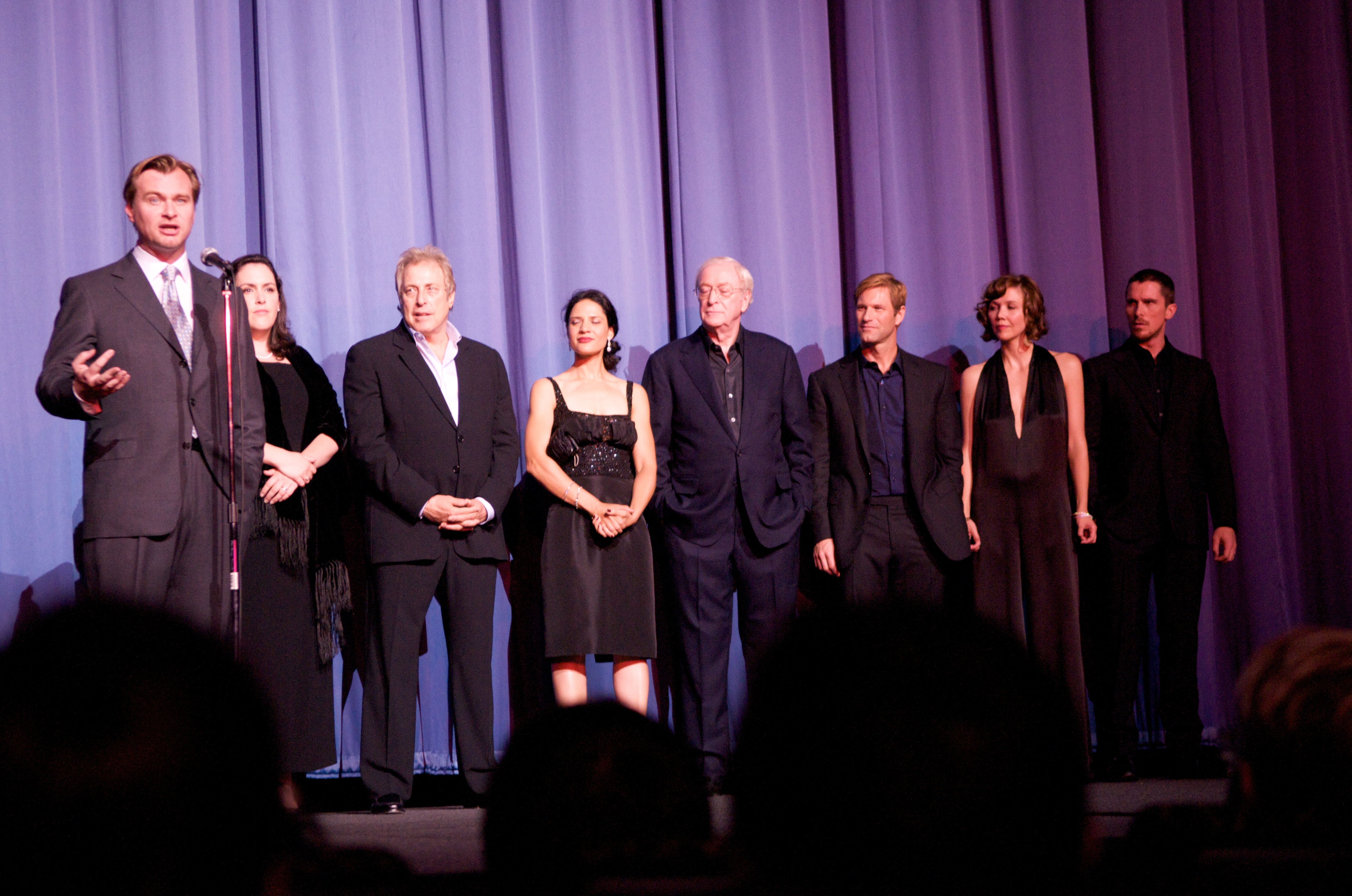
Il cast alla presentazione europea

A fronte di un budget di produzione di 185 milioni, Il cavaliere oscuro ha incassato 534987076 $ in Nordamerica e 473988817 $ nel resto del mondo, per un totale di 1009025676 $.
Arrivata alla soglia dei 996 milioni a dicembre 2008, la pellicola è stata distribuita nuovamente nelle sale a partire dal 23 gennaio 2009, raggiungendo il 20 febbraio 1.004.921.825 dollari, e piazzandosi come sesto maggior incasso di sempre (dietro a Avatar, Titanic, Il Signore degli Anelli - Il ritorno del re, Pirati dei Caraibi - La maledizione del forziere fantasma e Alice in Wonderland) e terzo miglior incasso statunitense (dietro a Titanic e Avatar). Successive riedizioni hanno aumentato l'incasso globale di ulteriori due milioni circa.
Tra luglio e settembre 2008, Il cavaliere oscuro ha raccolto sugli schermi italiani 9.479.009 euro, tredicesimo incasso della stagione 2007/08.
Da notare la distribuzione nel mercato asiatico; la pellicola non è stata distribuita in Cina, un potenziale ampio mercato, ufficialmente secondo ragioni legate alla possibilità che alcuni elementi della pellicola potessero danneggiare la «sensibilità culturale» della popolazione cinese, anche se i media hanno ipotizzato il pericolo di censure relative alle sequenze ambientate ad Hong Kong. Per quanto riguarda il mercato giapponese, invece, gli incassi si sono rivelati al di sotto delle aspettative: il film è stato battuto da pellicole quali Ponyo sulla scogliera, Notte brava a Las Vegas e La mummia - La tomba dell'Imperatore Dragone. Per il critico Chika Minagawa l'insuccesso de Il cavaliere oscuro sarebbe da imputare alla storia, pessimistica, complessa e lontana dall'azione, dal divertimento e dalla leggerezza che il pubblico nipponico è abituato ad aspettarsi dai film di supereroi.

### Critica
La pellicola diretta da Nolan ha ricevuto forti riscontri in termini di incassi e, generalmente, anche di critica, con particolari apprezzamenti per la performance di Heath Ledger. Su Rotten Tomatoes ha un indice di gradimento del 94% basato su 345 recensioni, con un voto medio di 8,6 su 10. Il consenso della critica del sito recita: "Oscuro, complesso e indimenticabile, Il cavaliere oscuro ha successo non solo come un divertente film a fumetti, ma come una saga criminale riccamente elettrizzante". Mentre Metacritic, che assegna una normalizzata valutazione basata sulle recensioni dei principali critici mainstream, ha calcolato un punteggio medio di 84 su 100, basato su 39 critici. I sondaggi di CinemaScore hanno riferito che il voto medio degli spettatori attribuiti al film era "A" in una scala da "A" a "F".

#### Critica statunitense
All'anteprima, Peter Travers (Rolling Stone) appare entusiasta del film, «dove un tizio vestito da pipistrello e uno da pagliaccio parlano dell'essenza della condizione umana», e «dove il Bene e il Male, piuttosto che combattersi, danzano». Travers ha elogiato tutto il cast, dicendo che ognuno porta il suo "gioco 'A'" nel film. Dice che Bale è "elettrizzante", evocando Al Pacino in Il padrino - Parte II, che la rappresentazione di Eckhart di Harvey Dent è "spaventosamente commovente" e che Oldman "è così abile che rende la virtù eccitante come Jim Gordon". Per Kirk Honeycutt (The Hollywood Reporter) è «adrenalina pura», e ne consiglia più visioni, al fine di cogliere appieno della trama, ricca di elementi polizieschi insoliti, e che quindi risaltano per un film di supereroi. Justin Chang (Variety) parla di un epico dramma sulla vita e sulla morte, su giustizia e corruzione, su potere e anarchia, e sulla necessità di eroi. Viene inoltre definito da Staci Layne Wilson (Horror.com) uno dei migliori drammi sul crimine della storia del cinema moderno. Stephen Hunter (Washington Post) giudica l'interpretazione di Ledger come «la cosa più interessante del film, e quando è assente, si perde in energia e dinamismo», mentre Brendan Cullin (Empire) lo paragona all'Hannibal Lecter di Anthony Hopkins, superiore al Joker di Jack Nicholson e nel contempo triste, poiché non si vedranno più sue altre interpretazioni simili. Tra le tematiche enfatizzate vi sono, secondo Roger Ebert (Chicago Sun-Times), l'etica di molte difficili decisioni, secondo Geoff Bucher (Los Angeles Times) il trionfo del male sul bene, cioè la trasformazione di Dent ad opera del Joker, mentre David Chen (SlashFilm) sottolinea l'estremo caos e anarchia incarnati dal folle criminale.

#### Critica internazionale
Emmanuel Burdeau (Cahiers du cinéma) sottolinea l'«eroismo verosimile, reale» del film, che per Olivier Delcroix (Le Figaro) è un «thriller dark e maestoso [...] sul lato oscuro dell'America»; Thomas Sotinel (Le Monde) sottolinea le interpretazioni dei personaggi quasi shakespeariani, e che più che a un film di supereroi somiglia ad «un ritratto del male, pop e metafisico», mentre Jean-François Maurice (Premiere.FR) nota che il film non appare «uniforme», con scene grandiose e una «molteplicità dei personaggi [che] non semplifica la lettura e la comprensione», nel quale Bale ha un ruolo quasi «aneddotico» in confronto al «monumentale» Ledger.
Paolo Mereghetti del Corriere della Sera parla di «un'ambigua lezione sul "lato oscuro" della vendetta e sui limiti che si possono raggiungere per piegare il Male ai fini del Bene. Anche a costo di tradire la verità»; Claudia Morgoglione (la Repubblica) descrive l'inquietudine nel guardare Joker, «incarnazione del Male assoluto», non potendo non tener conto della morte di Ledger. BadTaste lo ha giudicato «il più importante film supereroistico di tutti i tempi» e «forse il più importante film commerciale di sempre», in grado di rivaleggiare con grandi classici polizieschi, noir e gangsteristici, e si paragona il montaggio del finale con quello de Il padrino. Per il sito, la storia è coraggiosamente complessa e contorta, ma il film è troppo ambizioso e ha un finale poco coerente. Ledger non scade mai nella macchietta, ma risulta poco credibile la sua superiorità nel mettere in scacco l'intera Gotham. Bale è azzeccato nel ruolo e forse un po' sacrificato, così come la Gyllenhaal, che appare come la classica fanciulla in pericolo. Marco Spagnoli (Fantascienza.com) lo giudica «destinato a diventare una pietra miliare», «che lascia ammutoliti e che 'resta' con lo spettatore» ma anche «un capolavoro imperfetto», dove vi è un avanzare della trama «intrigante» poiché pare «rispecchiare il percorso psicologico torturato dei protagonisti», ma il finale è «eccessivamente melodrammatico e strascicato». Alessandra Levantesi (La Stampa) vede nel Joker colui che ruba la scena a tutti, interpretato da Ledger «con l'impenetrabilità e la quasi nobiltà del Diavolo in una sacra rappresentazione». Gianluigi Ceccarelli (ZabriskiePoint.net) elogia una sceneggiatura che «impedisce a pellicola e spettatore di affondare nella mera contemplazione della bellezza visiva come degli incredibili effetti speciali, con una serie infinita di sottotesti in grado di far ben presto polpette di ogni possibile manicheismo», e critica il doppiaggio italiano di Giannini e Santamaria; Valerio Sammarco, al contrario, (Cinematografo) elogia le luci e la fotografia di Wally Pfister, il montaggio alternato di Lee Smith e la resa in profondità e spessore di tutti i personaggi secondari, stretti nell'«inestricabile vortice al progressivo crescendo della tensione» verso il finale.
Jordi Costa (El País) paragona l'inferno urbano di Gotham ad una rivisitazione de Il dottor Mabuse (1922), sebbene per lui Nolan si rifaccia a Il padrino - Parte II, mentre Julio Valdeón Blanco (El Mundo) si dispiace che il film bruci il discorso prima della mezzora finale. Barbara Schweizerhof (Die tageszeitung) lamenta la mancanza di un vero dramma di fondo, Christiane Peitz (Der Tagesspiegel) plaude infine l'interpretazione di Ledger, spiegando che Joker «non un bad guy, è un mostro, Mefisto e punk, Marlon Brando e Sid Vicious, un animale, una forza della natura, l'orrore». Secondo il Die Zeit «Ledger non è la riproduzione del Joker, per 152 minuti lui è proprio il Joker».

#### Classifiche
Il cavaliere oscuro è stato segnalato tra i migliori film in diverse classifiche, come ad esempio il 15º posto nella 500 Greatest Movies of All Time (500 migliori film di tutti i tempi) della rivista Empire, redatta da critici cinematografici, registi, e voti dei lettori ed è il solo film del XXI secolo escludendo due capitoli della saga de "Il Signore degli Anelli " a far parte di questa classifica; sempre per Empire, l'interpretazione del Joker è al terzo posto tra i 100 Greatest Movie Characters (100 migliori personaggi cinematografici).
Inoltre, la BBC ha inserito la pellicola tra i 100 migliori film americani e tra i 100 migliori film del XXI secolo.
Nel 2021 Empire, in una nuova classifica dei 100 migliori film della storia del cinema, ha posizionato la pellicola al 4º posto; sempre nello stesso anno, la Writers Guild of America inserisce la sceneggiatura del film tra le migliori sceneggiature cinematografiche del XXI secolo.
Tra le classifiche redatte da critici in cui il film è stato ritenuto tra i primi posti della top-ten della stagione cinematografica del 2008 si ricordano:
| - 1º per Elizabeth Weitzman, New York Daily News - 1º per Frank Scheck, The Hollywood Reporter - 1º per James Berardinelli, ReelViews - 1º per Joe Neumaier, New York Daily News - 1º per Mike Russell, The Oregonian - 1º per Peter Hartlaub, San Francisco Chronicle - 1º per Mark Camilleri Mark's Movie Marks - 1º per Première - 1º per Empire - 2º per Kirk Honeycutt, The Hollywood Reporter - 2º per Nathan Rabin, The A.V. Club - 2º per Richard Roeper, Chicago Sun-Times - 2º per Owen Gleiberman, Entertainment Weekly - 3º per Lawrence Toppman, The Charlotte Observer - 3º per Lisa Schwarzbaum, Entertainment Weekly - 3º per Marc Mohan, The Oregonian - 3º per Michael Rechtshaffen, The Hollywood Reporter | - 3º per Peter Rainer, The Christian Science Monitor - 3º per Peter Travers, Rolling Stone - 3º per Sheri Linden, The Hollywood Reporter - 4º per Kyle Smith, New York Post - 5º per Keith Phipps, The A.V. Club - 5º per Noel Murray, The A.V. Club - 5º per Rene Rodriguez, The Miami Herald (a pari merito con Hellboy II) - 5º per Scott Foundas, LA Weekly - 5º per Wesley Morris, The Boston Globe - 6º per Philip Martin, Arkansas Democrat-Gazette - 6º per Peter Vonder Haar, Film Threat - 7º per Manohla Dargis, The New York Times - 7º per Marc Doyle, Metacritic - 7º per Sean Axmaker, Seattle Post-Intelligencer - 9º per Robert Mondello, National Public Radio - 9º per Scott Tobias, The A.V. Club - 10º per Michael Phillips, Chicago Tribune |

### Primati
Nei primi giorni di programmazione nelle sale statunitensi, Il cavaliere oscuro ha segnato alcuni importanti risultati, merito anche delle misure di sicurezza adottate dalla Warner per prevenire la pirateria digitale, tanto che le prime copie pirata in circolazione sui circuiti di file sharing sono comparse online solo dopo ben 38 ore dall'uscita nelle sale del film. Tra i record superati:
- maggior numero di copie presenti nelle strutture cinematografiche: 4.366 cinema e oltre 9.200 schermi[150]
- maggiore incasso nelle proiezioni di mezzanotte: 18,5 milioni di dollari[150] (superato poi l'anno successivo da Harry Potter e il principe mezzosangue, con 22,2 milioni[151])
- maggiore incasso IMAX nelle proiezioni di mezzanotte: 640 000 dollari[150]
- maggiore incasso nel giorno d'apertura: 67,8 milioni di dollari[150]
- maggiore incasso di venerdì: 67 milioni di dollari[152]
- maggiore incasso di domenica: 43 milioni di dollari[150]
- maggiore incasso nel weekend di apertura: 158,4 milioni di dollari[150]
- maggiore incasso IMAX nel weekend di apertura: 6,2 milioni di dollari (per un totale di 94 schermi)[150]
- maggiore incasso in un weekend nel mese di luglio[150]
- maggiore incasso nel weekend di apertura nel 2008[150]
- incasso superiore ai 100 milioni in meno giorni di programmazione: 2 giorni[152]
- incasso superiore ai 200 milioni in meno giorni di programmazione: 203,8 milioni (243 compreso l'estero) in 5 giorni[152]
- incasso superiore ai 400 milioni in meno giorni di programmazione: 18 giorni[153]
- secondo migliore incasso di tutti i tempi negli Stati Uniti: nei primi 30 giorni ha raggiunto i 471 milioni, piazzandosi così dietro ai 600,8 milioni di Titanic e precedendo i 461 di Guerre stellari[154]; il record è stato superato l'anno dopo dai 564 di Avatar, e attualmente il film è in sesta posizione
- quinto maggiore incasso di tutti i tempi: con 1 miliardo e 4 milioni di dollari totalizzati al botteghino è stato il quarto lungometraggio cinematografico a infrangere la soglia del miliardo, e ha mantenuto la quinta posizione per due anni
- incasso superiore ai 500 milioni in meno giorni di programmazione: 502 milioni in 45 giorni[153]
- maggiore incasso di una casa cinematografica nella stagione estiva USA 2008: 995,4 milioni per la Warner (505 per Il cavaliere oscuro, 152 per Sex and the City, 128 per Agente Smart - Casino totale e 93 per Viaggio al centro della Terra 3D), seguita da Paramount (964), Universal (651), Sony (580) e 20th Century Fox (250)[155]
- più alto giudizio globale degli utenti raggiunto sull'IMDb in meno giorni: 19 000 voti in soli 3 giorni, per un voto di 9.5/10[156] (la media voto è successivamente scesa a 9.0/10, ma il film nel febbraio 2020 ha la posizione numero 4 nella Top 250 film di tutti i tempi di IMDb).[157]

## Riconoscimenti
La Warner Bros. ha puntato molto sulla candidatura del film agli Oscar, promuovendolo sia attraverso alcuni manifesti (i cosiddetti For Your Consideration), sia riproponendo la pellicola nelle sale cinematografiche statunitensi nel gennaio precedente alla cerimonia di assegnazione.
Nel novembre 2008 la colonna sonora del film venne squalificata dalla corsa all'Oscar alla migliore colonna sonora a causa di un vizio procedurale, come già successo per Batman Begins. Secondo il regolamento ufficiale, infatti, l'opera deve essere stata creata per almeno il 70% dagli autori principali, Hans Zimmer e James Newton Howard; nei documenti presentati al comitato esecutivo dell'Academy Awards erano però presenti in tutto cinque nomi (Zimmer, Howard, il montatore Alex Gibson, il designer delle musiche d'ambiente Mel Wesson e la compositrice Lorne Balfe). Zimmer affermò poi di aver citato tutti i collaboratori come riconoscimento, ma essi avevano comunque firmato un documento che riportava come autori principali delle musiche i soli Zimmer ed Howard. Dopo tre settimane però l'Academy riconsiderò la squalifica, accettando la candidatura in quanto prevista sotto il profilo dei "casi particolari".
Le candidature dei premi Oscar 2009 per Il cavaliere oscuro videro Heath Ledger candidato come miglior attore non protagonista e altre candidature tecniche. Lo sceneggiatore Jonathan Nolan ringraziò per il sostegno dato alla pellicola, con una mail inviata al sito DarkCampaign.com, gestito dai fan e creato appositamente per promuovere il film agli Oscar. La Notte degli Oscar vennero premiati Heath Ledger come miglior attore non protagonista e Richard King come miglior montaggio sonoro. Il padre, la madre e la sorella di Ledger, che già si erano espressi positivamente sulla candidatura di Heath ai Golden Globe, ritirarono il premio per lui, ringraziando in particolare Warner Bros. e Christopher Nolan «per aver concesso ad Heath la licenza creativa di poter sviluppare ed esplorare il folle personaggio del Joker».
Grazie anche a Il cavaliere oscuro, il 15 febbraio 2009 a Christopher Nolan venne consegnato, dall'American Society of Cinematographers, il Board of Governors Award, assegnato "a chi ha portato significativi contributi all'arte cinematografica", con la motivazione che «Nolan abbia talento e autorità nel collaborare e creare memorabili film».

## Influenza culturale
(Andrea Fiamma, Fumettologica)
In occasione del lancio del graphic novel Joker scritto da Brian Azzarello, il disegnatore Lee Bermejo ha spiegato come anche lui abbia dato un'impronta realistica al "suo" Joker al pari di Nolan, iniziando a lavorarci anche prima dell'uscita del film, ma che comunque da ora in avanti caratteri come le sue cicatrici sul volto saranno «iconiche» per il personaggio.
Oltre per i personaggi all'interno del film, la svolta più "realistica" data all'uomo pipistrello ha influito anche sulle produzioni cinematografiche basate su altri eroi dei fumetti: infatti, la Warner Bros. e la DC Comics hanno preferito accantonare temporaneamente progetti come Justice League: Mortal e Batman vs. Superman per non incidere sul "rinato" Batman, mentre hanno deciso di rivedere progetti come il seguito di Superman Returns che, non avendo raggiunto il successo sperato, potrebbe trasformarsi in un riavvio del franchise (come a suo tempo fu per Batman Begins) «dai toni più cupi, per quanto i personaggi lo consentano», nelle parole di Jeff Robinson, presidente della Warner.
Il modo in cui il franchise di Batman è stato reinventato da Nolan è stato citato come modello per il seguito di Star Trek da parte di Bryan Burk e Damon Lindelof.
Lo studente Firas Alkhateeb creò un'immagine raffigurante l'allora candidato alla presidenza statunitense Barack Obama truccato dal Joker del Cavaliere oscuro, un'immagine che destò grande interesse sul web e finì con l'essere scelta come copertina del numero di ottobre 2008 della rivista Time. Per la copertina del numero 497 di Mad Magazine, dedicata ai "principali idioti del 2008", la mascotte Alfred E. Neuman è stato raffigurato travestito da Joker, con la tagline Why So Stupid?.

## Altri media

### Romanzo
Dennis O'Neil ha adattato la pellicola in un romanzo, The Dark Knight. Nel libro vi sono delle differenze rispetto al film (alcune delle quali dovute a cambiamenti effettuati nel film rispetto alla sceneggiatura originale), con scene inedite nel film.

### Libro fotografico
Nel giugno 2008 è stato pubblicato The Dark Knight: Featuring Production Art and Full Shooting Script, libro con testi di Craig Byrne e fotografie di Alexander Tochilovsky sulla realizzazione della pellicola. Nella prima parte l'opera ospita disegni concettuali, interviste e descrizioni relative alla produzione del film, mentre nella seconda è riportata l'intera sceneggiatura.

### Videogiochi

#### Per cellulari
Glu Games ha distribuito The Dark Knight e The Dark Knight: Batmobile: il primo è un picchiaduro a scorrimento orizzontale con protagonista l'Uomo Pipistrello, i cui livelli ricalcano più o meno lo sviluppo della trama della pellicola originale; il secondo è invece un simulatore di guida per iPhone, in cui il giocatore pilota la Tumbler, la Batmobile del film.

#### Per console
Nell'agosto 2008 venne confermato lo sviluppo di un videogioco ufficiale basato sul film, da parte di Pandemic Studios (Electronic Arts), previsto probabilmente per marzo 2009. L'adattamento fu però cancellato, e gli studi australiani Pandemic Brisbane, responsabili dello sviluppo, furono chiusi. Ciò fu causato e condizionato dal mancato rispetto del calendario, dalla morte di Heath Ledger, dalla scarsa qualità del gioco, e dalle basse prospettive di vendita; Il cavaliere oscuro è così il primo film di Batman senza un corrispettivo videogioco ufficiale per console.
Il gioco fu annunciato in via non ufficiale nel luglio 2008 da Gary Oldman, coinvolto nel progetto, durante un'intervista al canale televisivo G4. Secondo la ricostruzione effettuata da David Wildgoose, gli studi Pandemic di Brisbane, reduci da Destroy All Humans 2, rinunciarono ad un terzo capitolo della serie, venendo divisi in due gruppi: il primo al lavoro su un gioco open world per Nintendo Wii, il secondo su un titolo dedicato a Batman, i cui diritti, licenziati da Time Warner e DC Comics per Electronic Arts, sarebbero stati validi fino a dicembre 2008. Passati alcuni mesi, gli studi vennero informati che il gioco avrebbe dovuto essere legato all'imminente pellicola, cosa che condizionò il lavoro effettuato dagli sviluppatori sia dal punto di vista della narrazione (si dovette riscrivere la visione del personaggio legandola alla versione cinematografica) sia dal punto di vista tecnico (poca esperienza nel gestire alcune tecnologie). A fronte di un team che arrivò a 130 collaboratori, il vero problema fu la deadline della scadenza dei diritti in dicembre. Sebbene a settembre 2008 il gioco avrebbe dovuto essere già in fase alpha, i problemi concernenti grafica, narrazione e tecnologia, fecero cancellare definitivamente il titolo.
Secondo le stime dell'analista Michael Pachter e i confronti con gli incassi dei videogiochi di altri blockbuster della stagione cinematografica 2007-2008 come Transformers, Spider-Man 3 e Iron Man, non accompagnando un tie-in all'uscita del film, Warner Bros. ha così rinunciato a una distribuzione di circa 4 milioni di copie del videogioco, con 100 milioni di dollari di ricavi (il 30% per sé, il 70% per EA).

## Casi mediatici

### Proteste
Nel novembre 2007 vi sono state polemiche da parte di associazioni di ambientalisti in quanto la produzione aveva inviato 60 lettere ad altrettanti amministratori dei palazzi della zona centrale di Hong Kong, dove si svolgevano alcune riprese, richiedendo di tenere le luci accese nelle notti tra il 7 e l'11 novembre, per una migliore resa del panorama nelle riprese notturne.
Il 21 luglio 2008 l'associazione animalista PETA ha rimosso Batman della lista dei supereroi amanti degli animali (Top 10 Animal-Friendly Superhero list) in seguito alle scene del film in cui l'uomo pipistrello si ritrova a picchiare dei feroci Rottweiler che lo attaccano.
Il 7 novembre 2008 Hüseyin Kalkan, sindaco della città turca Batman, minacciò sia Christopher Nolan sia la Warner Bros. di intentare causa nei confronti della produzione del film, in quanto colpevoli di aver sfruttato il nome della cittadina senza permesso; la Warner negò poi di aver ricevuto notifica di alcuna azione legale.
Nel 2009 invece un'associazione di consumatori che promuoveva una campagna "per un'infanzia non commercializzata" (The Campaign for a Commercial-Free Childhood) criticò fortemente il videogioco LEGO Batman (2008) poiché, oltre a tradire la creatività manuale dei LEGO originali, puntava sul costruire armi per sconfiggere i nemici e contemporaneamente promuoveva presso i più piccoli la visione della «violenta» pellicola Il cavaliere oscuro.

### La "maledizione"

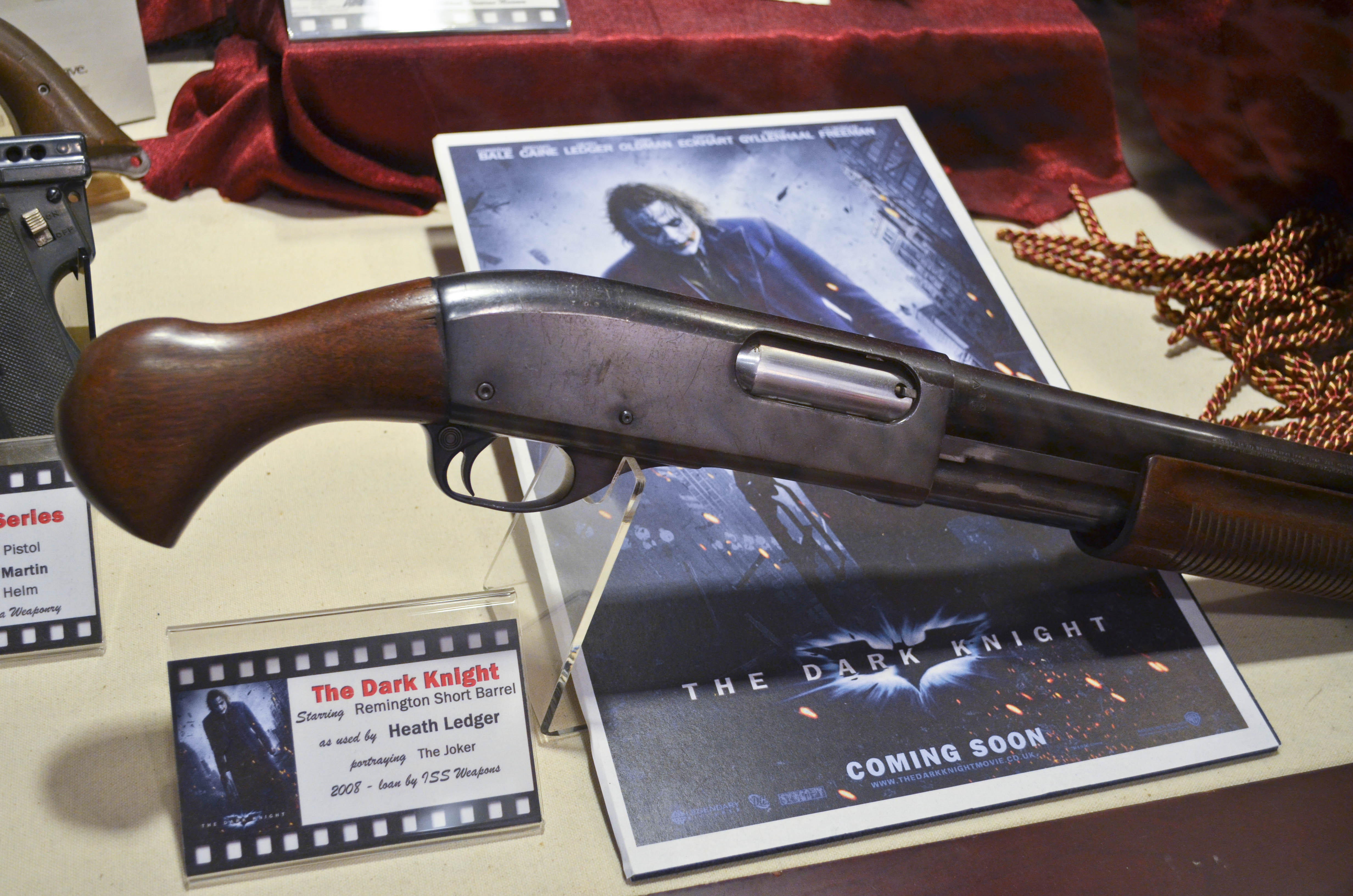
La pistola utilizzata nel film

Il 26 settembre 2007, sul set del film in Surrey (a Londra), il tecnico degli effetti speciali Conway Wickliffe morì dopo essersi schiantato con il suo veicolo 4x4 contro un albero mentre stava effettuando alcuni test. Né il regista né nessun membro del cast assistettero all'incidente, poiché si trovavano altrove.
Il 22 gennaio 2008 Heath Ledger venne trovato morto. I media collegarono il suo presunto suicidio, poi smentito, alla faticosa interpretazione del Joker, segnalando il film come "maledetto" poiché nelle riprese era già morta un'altra persona (lo stesso Jack Nicholson affermò «I warned him», "Lo avevo avvertito"). Si domandarono inoltre quanto l'incidente avrebbe influito sul successo del film, e se si sarebbe scatenata morbosità nel vedere l'ultima interpretazione di Ledger. La produzione si interrogò sulla massiccia campagna mediatica in cui il Joker era inizialmente protagonista (che è poi proseguita incentrandosi sul personaggio di Harvey Dent). Inoltre, fan e media si chiesero se l'attore avesse ultimato completamente le riprese o se fossero rimaste scene incomplete, da rigirare o doppiare in post produzione; altre preoccupazioni riguardarono la possibilità di eliminare scene eventualmente giudicate troppo "forti", possibilità in seguito smentita. In seguito alle prime recensioni sull'eccellente performance come Joker e sulle possibilità di Oscar postumo, il regista Terry Gilliam commentò aspramente come la morte di Ledger non fosse che «cinica pubblicità» per la Warner Bros., disposta a «tutto pur di pubblicizzare il film».
Il 21 luglio 2008, tre giorni dopo l'uscita negli USA del film, l'attore protagonista Christian Bale si presentò in una stazione di polizia di Londra, città in cui stava partecipando alla promozione della pellicola. Non ne fu chiarito subito il motivo, in quanto voci asserirono di una violenza fisica o verbale tra l'uomo, la madre e la sorella, avvenuta nella stanza dell'attore al Dorchester Hotel, nel West End. Subito i media rinnovarono il tema del film maledetto, facendo risaltare le notizie al riguardo come un "Bale dietro le sbarre" nonostante non fosse stato né incarcerato né formalmente accusato di niente. Nell'agosto successivo i procedimenti penali a carico di Bale furono ufficialmente archiviati per mancanza di «una possibilità realistica di condanna», decisione difesa anche dai pareri della madre e della sorella.
Il 3 agosto 2008 Morgan Freeman fu coinvolto in un incidente d'auto nei pressi di Ruleville (Mississippi), forse provocato da un suo colpo di sonno mentre era alla guida. Sia l'attore sia Demaris Meyer, l'altra occupante, sono stati condotti in ospedale, la donna praticamente illesa, Freeman con braccio e gomito fratturati. Si parlò ancora della "maledizione di Batman".

### Un film "conservatore"
In un articolo sul The Wall Street Journal, lo scrittore Andrew Klavan definisce il cavaliere oscuro un film «fondamentalmente conservatore», paragonando l'operato contro il crimine di Batman della pellicola a quello della "guerra al terrorismo" di George W. Bush: «come W, anche Batman deve oltrepassare i limiti dei diritti civili per superare un'emergenza». Questa posizione fu criticata da alcuni media, come ad esempio da Christopher Orr del The New Republic, mentre Cosmo Landesman del The Sunday Times, recensendo il film, arriva a conclusioni opposte a quelle di Klavan, secondo le quali Il cavaliere oscuro «discute di come gli individui e la società non debbano mai abbandonare la legalità lottando contro le forze fuorilegge. Combattendo mostri, bisogna fare attenzione a non diventare mostri, in un certo senso. Il film difende le lamentele della coalizione contro la guerra poiché, lottando contro il terrorismo, si creano le condizioni per maggiore terrorismo». Benjamin Kerstein di Azure invece comprende le interpretazioni politiche diametralmente opposte, affermando come il film alla fine sia «uno specchio della società, così divisa sulle questioni di terrorismo e sul come combatterlo».

## Merchandising
I prodotti derivati de Il cavaliere oscuro sono stati principalmente diretti verso giocattoli o articoli da collezione.
Dopo la morte di Heath Ledger ci fu qualche perplessità riguardo alla produzione di action figure raffiguranti il Joker, ma alla fine la famiglia di Ledger acconsentì. Nel giro di poche settimane le stesse statuette andarono quasi esaurite, anche per via delle speculazioni (principalmente aste online su eBay) per il loro particolare significato.
Tra gli articoli vi sono state action figure prodotte da Mattel, mentre la NECA produsse head knocker (personaggi con la "testa grossa") di Batman e Joker, un puzzle da 1000 pezzi, un poster, sveglia, portachiavi a forma di Batman o del suo logo, e dei magneti; vi sono state poi delle riproduzione in plastica scala 1:4 dei busti raffiguranti il Joker e Batman, una statua in vinile alta circa 30 cm, raffigurante Batman in piedi sul Batsegnale, prodotta da Kotobukikya in un'edizione limitata di 1000 pezzi e venduta a 125 dollari l'una, e una pista di automobiline telecomandate in cui si fronteggia la Batmobile e un'auto della polizia.
Sono state strette inoltre alcune partnership con imprese quali Hershey e Nestlé per prodotti legati al film.
All'interno della pellicola vi è stato infine il product placement del telefono cellulare Nokia 5800, delle automobili Lamborghini Murciélago LP640 e Ford Expedition, di dispositivi tecnologici Bang & Olufsen e di una giacca Belstaff, mentre i vestiti del personaggio di Bruce Wayne sono stati realizzati da Armani. Altri brand presenti sono Bentley, Bovis Lend Lease, Budweiser, Canon, Chase, Dodge, Ford, Harris Bank, Jaeger-LeCoultre, Magnum Products, Mercedes, MV Agusta, Powerball, Scottrade e Volkswagen New Beetle.

## Sequel
All'indomani dell'enorme successo ottenuto con Il cavaliere oscuro, il pubblico e i media si sono interrogati sulla possibilità di un ulteriore sequel. Nell'aprile 2010 la Warner Bros. ha ufficializzato la pellicola, prevista per il 20 luglio 2012. Diretta da Christopher Nolan, nelle parole del fratello e co-sceneggiatore Jonathan Nolan, questo film chiude la trilogia iniziata con Batman Begins, ed è intitolato Il cavaliere oscuro - Il ritorno.